# Wembley Stadion (2007)
A Wembley Stadion (szponzorációs okokból angolul: Wembley Stadium connected by EE) egy labdarúgó-stadion Wembley-ben, Londonban. 2007-ben nyílt meg a korábbi Wembley Stadion helyén, melyet 2002–2003-ban bontottak le. A stadion nevezetes labdarúgó-mérkőzéseknek ad otthont, többek között itt játssza találkozóit az angol válogatott, és itt rendezik az FA-kupa döntőjét. A Wembley Stadion az angol válogatottat irányító testületnek, az Angol labdarúgó-szövetségnek (FA) a székhelye, melynek leányvállalata a Wembley National Stadium Ltd (WNSL). 90 000 férőhelyével az Egyesült Királyság legnagyobb, és Európa második legnagyobb stadionja.
A Populous és a Foster and Partners által tervezett stadiont a 134 méter (440 láb) magas Wembley Arch koronázza meg, amely esztétikus mérföldkőként szolgál Londonban és szerkezetileg is, a boltív ugyanis a teljes tetőterhelés 75%-át támasztja. A stadiont az ausztrál Multiplex cég építette 798 000 000 fontos – ma 1,2 milliárd fontnak megfelelő – költséggel. A közhiedelemmel ellentétben a stadionnak nincsen behúzható tetője, amely teljesen elfedi a pályáját. Két, részben visszahúzható tetőszerkezet kinyitható a stadion keleti és nyugati vége felett, hogy elősegítse a napfényt, ez által pedig a pálya füvezetének növekedését is.
Az angol válogatott hazai mérkőzései és az FA-kupa döntő mellett a stadion az angol labdarúgás egyéb jelentős meccseinek is otthont ad, többek között a szezonnyitó Community Shieldnek, a Ligakupa-döntőnek, az FA-kupa elődöntőjének, a Football League Trophynak, az English Football League rájátszásainak, az FA Trophy-nak, az FA Vase-nek, és a National League rájátszásainak. AZ Európai Labdarúgó-szövetség ötcsillagos stadionjában zajlott az UEFA-bajnokok ligája 2011-es és 2013-as döntője, és hét mérkőzést fognak megrendezni ott a 2020-as Európa-bajnokságon (az elődöntőt és a döntőt is), valamint a stadion a 2023-as Bajnokok Ligája-döntőjének helyszíne lesz. 2020-ban itt rendezték volna meg a Bajnokok Ligája döntőjét, de a Covid19-pandémia miatt végül biztonsági okokból áttették a müncheni Allianz Arénába, helyette végül a 2024-ben kapta meg a rendezési jogot. A stadion volt a házigazdája a 2012. évi nyári olimpiai játékok során a labdarúgás aranyéremért folyó mérkőzéseinek. A Wembley ad otthont a ligarögbi kupa-döntőjének, illetve 2019-ig a National Football League London Games kiírásának is, valamint számos zenés koncertet is rendeznek meg itt. 2017 augusztusa és 2019 márciusa között ideiglenes otthona volt a Premier League-ben szereplő Tottenham Hotspur gárdájának, miután lebontották a White Hart Lane-t, és az újat megépítették.
2014-ben a Wembley Stadion hatéves támogatási megállapodást kötött az EE Limited mobilszolgáltatóval, melynek keretében a cég technológiai és infrastrukturális szolgáltatásokat nyújt a helyszín számára. A megállapodás értelmében a stadiont "EE által támogatott Wembley Stadionnak" (Wembley Stadium connected by EE) nevezik.

## Jellemzői

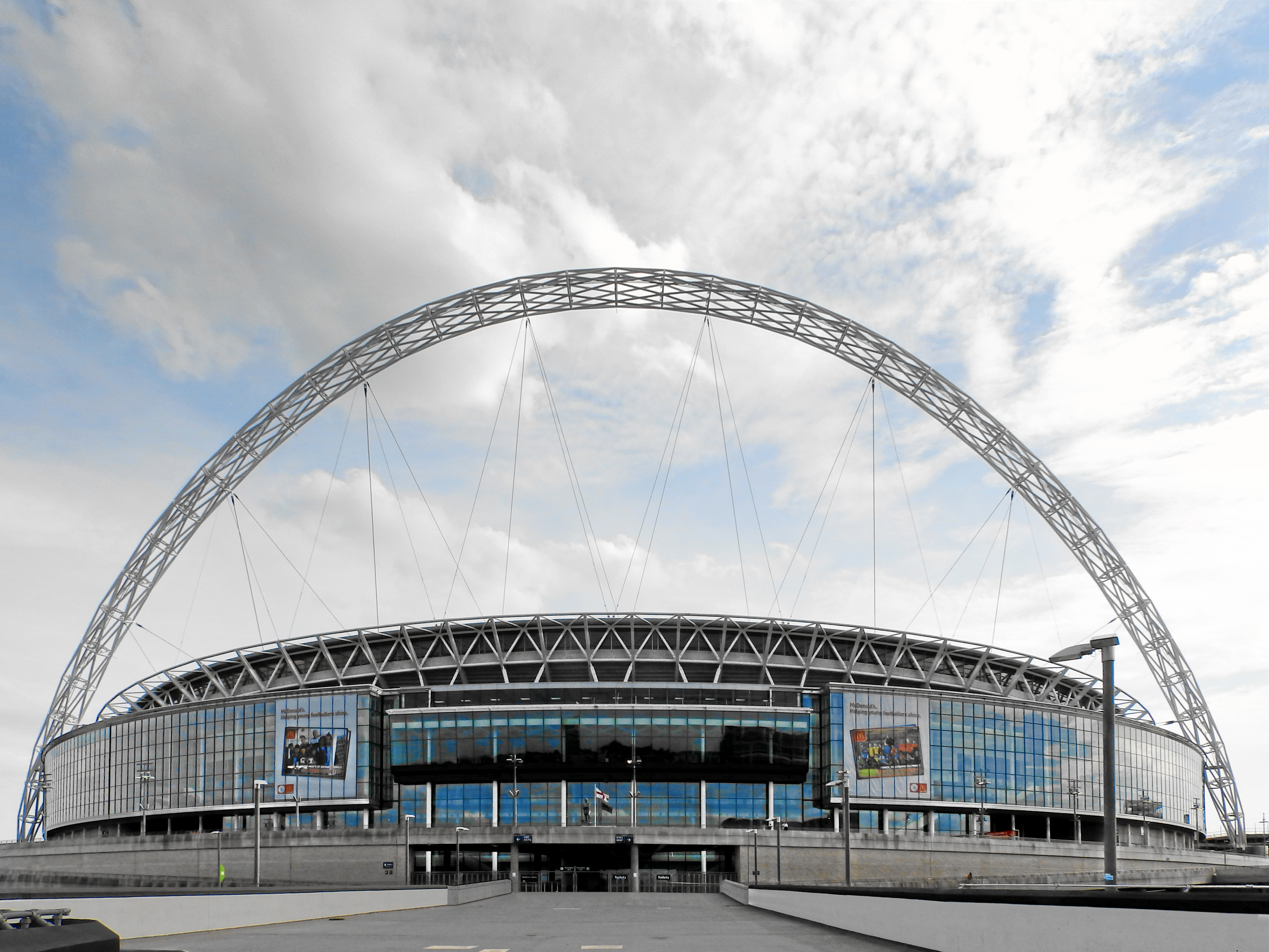
A Wembley Stadion kívülről

A Wembleyt a Foster and Partners és a HOK Sport (ma  Populous) építészei tervezték a Mott Stadium Consortium mérnökeivel. Továbbá három szerkezet-mérnöki tanácsadóval egyeztettek a Mott MacDonald, a Sinclair Knight Merz és az Aurecon cégek jóvoltából. Az építési szolgáltatások tervezését a Mott MacDonald végezte. A stadion építését az ausztrál Multiplex vállalat irányította, valamint a Sport England, a WNSL (Wembley National Stadium Limited), az Angol labdarúgó-szövetség, a Digitális-, kulturális-, média- és sportminisztérium, illetve a Londoni Fejlesztési Ügynökség finanszírozta. Ez az egyik legdrágább stadion, 2007-ben 798 000 000 fontos költséggel építették, és a legnagyobb tetővel, valamint a legtöbb ülőhellyel is rendelkezik a világon. A Nathaniel Lichfield and Partners cégét nevezték ki azzal kapcsolatban, hogy segítsék a Wembley National Stadium Limited-et az új stadion tervének előkészítésében, illetve a fejlesztéséhez szükséges tervezési és építési engedély beszerzésében.

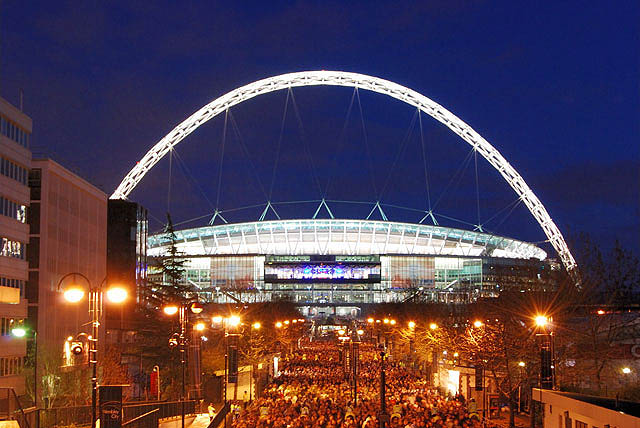
A Wembley kivilágítva

A Wembley egy teljesen átvilágított, együléses helyekkel rendelkező, 90 000 fő befogadására alkalmas stadion. Ezeket a helyeket egy csúsztatható tető védi, amely nem zárja le teljességgel az építményt. Sportstadionként használva ideiglenesen emelvényt építenek a legalacsonyabb ülőhelyek felé. A stadion jellemzője egy 7 méteres belső átmérőjű, kör alakú szakaszos rácsív 315 méter fesztávolsággal, amely 22 fokos szögben van felállítva, és 133 méter magasra emelkedik. Megtámasztja az északi tető teljes súlyát, és a déli oldalon a behúzható tető súlyának a 60%-át. A boltív a világ leghosszabb, nem megtámasztott tetőszerkezete.
Az emelvény rendszerét úgy tervezték, hogy a stadion atlétikai rendezvényekre is használható legyen, de így a kapacitás mindössze 60 000 fő befogadására lenne képes. A stadionban nem történt atlétikai esemény, mert a felhasználás feltétele volt, hogy emiatt alakítsák át a stadiont, de ez hetekbe telt volna és több millió fontba került volna a költsége. 2005-ben Nagy-Britannia elnyerte a 2012. évi nyári olimpiai játékok rendezési jogát, az atlétikai eseményeket pedig a londoni Olimpiai Stadionban rendezték.

### Megépítése

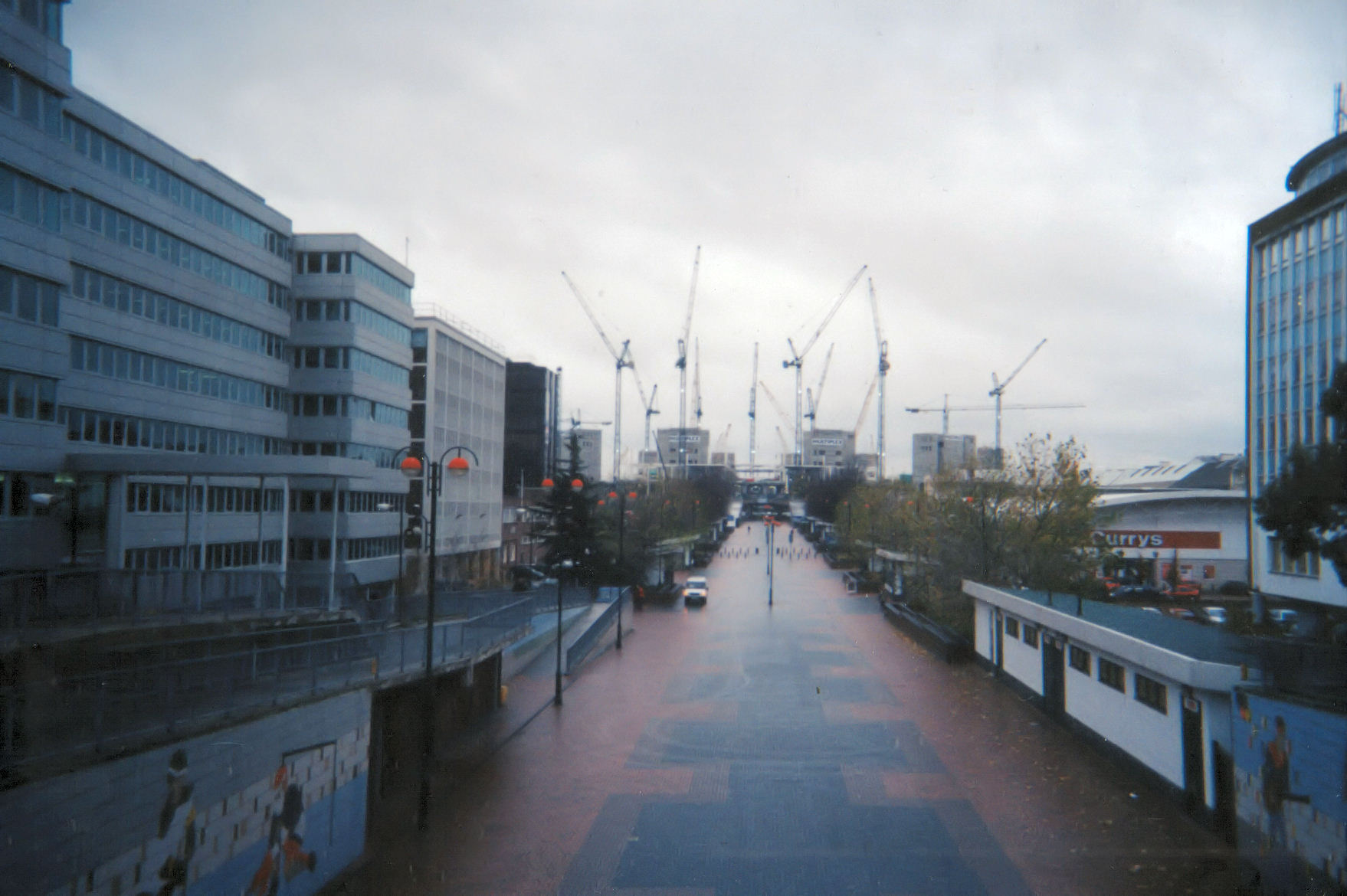
A stadion építésének korai szakaszában, 2003 augusztusa környékén

A Wembley újjáépítése esetén kezdetben az volt a terv, hogy a bontást 2000 karácsonya előtt kell megkezdeni, az új stadion építését pedig 2003 folyamán kell elindítani. Ezt a folyamatot azonban pénzügyi és jogi nehézségek sorozata késleltette. 2004-ben London polgármestere, Ken Livingstone és a Brent Council cég bejelentette a Wembley újraépítésének részletesebb terveit, szemléltette az arénát és a környező területeit, valamint hogy az új építményt két vagy három évtized alatt fel kell építeni. A régi stadion bontása 2002. szeptember 30-án kezdődött, az ikertornyait 2002 decemberében bontották le.
2003-ban már csúszott az építési projekt. Ekkor ugyanis a boltozat kivitelezője, a darlingtoni Cleveland Bridge & Engineering Company alvállalkozói tájékoztatták az emelkedő költésgekről a Multiplex cégét. A Cleveland Bridge kivonult a projektből, helyét a Holland vállalat vette át, és átvállalta az építkezéssel járó minden problémát. 2004-ben több hibát is találtak az ütemtervben, többek között egy asztalos, Patrick O'Sullivan balesetét, amiért a PC Harrington Contractors építészeti szervezetét 150 000 fontra büntették az egészségvédelmi és biztonsági törvények megsértése miatt.
2005 októberében Richard Caborn sportminiszter bejelentette: "Azt mondják, hogy ott lesz a kupadöntő, hat lábnyi hóval vagy hasonlóval." 2005 novemberére a WNSL még mindig reménykedett a március 31-i átadásban, még a május 13-i kupafinálé előtt. Az építők azonban 2005 decemberében beismerték, hogy fennáll az anyagi kockázata annak, hogy a stadion nem fog elkészülni a döntőre. 2006 februárjában az aggodalmak beigazolódtak, az Angol-labdarúgószövetség ugyanis a cardiffi Millennium Stadionba rakta át a finálé helyszínét.

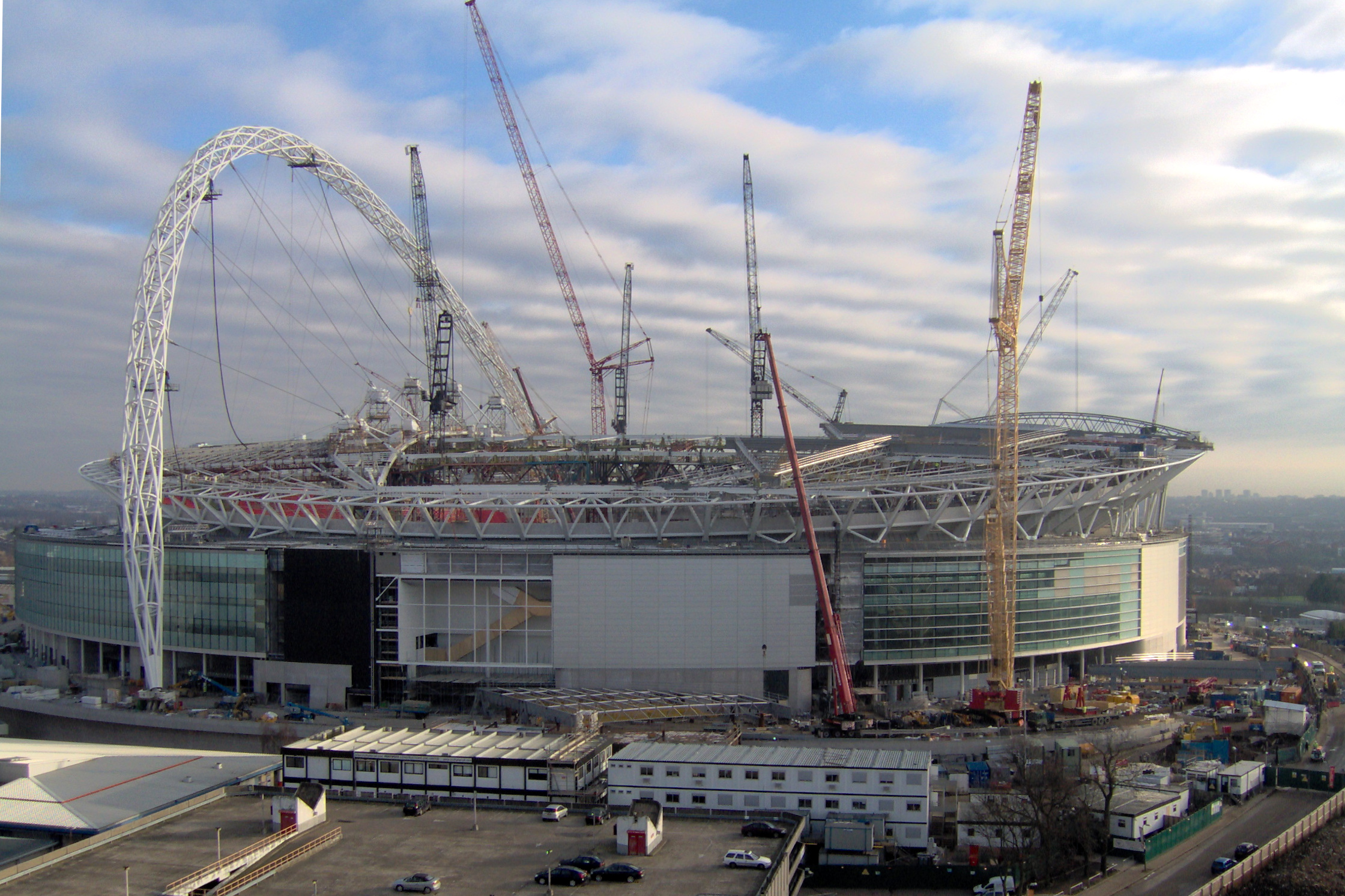
Az új, kelet felé néző Wembley építése 2006 januárjában

2006. március 20-án az új aréna tetején levő acél szarufa 46 centiméterrel lejjebb esett, így 3000 munkavállalót kényszerített arra, hogy kiürítve a stadiont további kétségeket ébresszenek a befejezéssel kapcsolatban. 2006. március 23-án a stadion alatti szennyvízcsatornák földmozgás miatt meghajlottak. A GMB Union vezetője azt mondta, hogy a problémát a csövek nem megfelelő lefektetése okozta, a javítás pedig hónapokat vesz igénybe. Pletykák keringtek arról, hogy az elzáródás oka az volt, hogy a Multiplex nem fizetett azoknak a vállalkozóknak, akiknek az alkalmazottai elhelyezték a csöveket, így azokat betonnal töltötték meg. A Multiplex szóvívője úgy nyilatkozott az esetről, hogy nem hiszik, hogy ennek bármilyen hatása lenne a stadion befejezésére. Az akkori terv szerint mindezt március 31-én fejezték volna be.
2006. március 30-án a fejlesztők bejelentették, hogy a Wembley Stadion csak 2007-re készül el. Minden ide tervezett labdarúgó-mérkőzést és koncertet más helyszínre kellett áthelyezni. 2006. június 19-én jelentették be, hogy a gyepet is lefektették. 2006. október 19-én közhírré tették, hogy a helyszínt 2007 elején nyitják meg, miután a Multiplex és az Angol labdarúgó-szövetség közötti vita végleg rendeződik. A WNSL körülbelül 36 000 000 fontot fizetett az eredeti fix áras szerződés összege mellett a Multiplexnek. A beruházás teljes költségét – ide értve a helyi közlekedési infrastruktúra átalakítását és a finanszírozás költségeit – egy milliárd fontra becsülték.
Az új stadion esetében a pálya szintjét csökkentették. Az új játéktér ásatása során a gépi ásók feltártak egy eltemetett akadályt: a Watkin's torony beton alapjait, mely egykoron sikertelen kísérlet volt az Eiffel-torony megépítése után a lemásolására. Csak a torony tövét építették meg régebben, mielőtt 1907-ben leálltak a munkálatokkal és lebontották. A helyszín a későbbiekben az első Wembley Stadion helyéül szolgált.

### Átadása és megnyitása

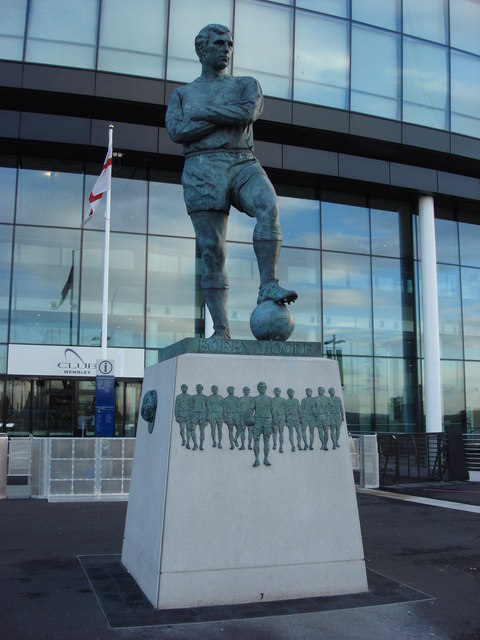
Az 1966-os világbajnok angol válogatott csapatkapitánya, Bobby Moore szobra, mely a stadion bejárata előtt áll és a Wembley Way-re néz.

Az új stadiont az Angol labdarúgó-szövetségnek 2007. március 9-én adták át. A Wembley Stadion a hivatalos honlapján jelentette be, hogy 2007. március 3-án lehetőség nyílik arra, hogy az építményt Brent helyi lakossága megtekintse. Ezt azonban két héttel későbbre elhalasztották, így végül március 17-étől adódott erre alkalom.
A stadiont hivatalosan május 19-én nyitották meg az FA-kupa döntőjének megrendezésével. Nyolc nappal azelőtt, május 11-én, egy pénteki napon Bobby Moore szobrát egykori angol válogatott csapattársa, Bobby Charlton mutatta be a létesítmény bejárata előtt, a stadion befejezésének utolsó simításaként. A kétszeres életnagyságú bronzszobor, melyet Philip Jackson faragott, az 1966-os világbajnokságot megnyert angol válogatott csapatkapitányát, Bobby Moore-t ábrázolja, mely a Wembley Way-re néz.

### Felépítése
- A stadionban 2618 WC található található, több, mint a világ bármely más helyszínén.[26]
- A stadion kerülete 1 kilométer (0,62 mérföld).[27]
- A tál térfogata 1 139 100 köbméter, ami valamivel kisebb, mint a cardiffi Millennium Stadioné, ugyanakkor nagyobb ülőhelyekkel rendelkezik.[28]
- Tetőpontján több, mint 3500 építőmunkás dolgozott.[29]
- 4000 különálló cölöp alkotja az alapjait, melyek közül a legmélyebb 35 méteres (115 láb).[27]
- A stadionban 56 kilométer (35 mérföld) nagy teljesítményű tápkábel található.[27]
- A megépítéséhez 90 000 köbméter betont és 23 ezer tonna acélt használtak fel.[27]
- A mozgólépcsők teljes hossza 400 méter.[27]
- Ívének keresztmetszeti átmérője nagyobb, mint egy keresztcsatornás Eurostar vonaté.[30]

### Pályája

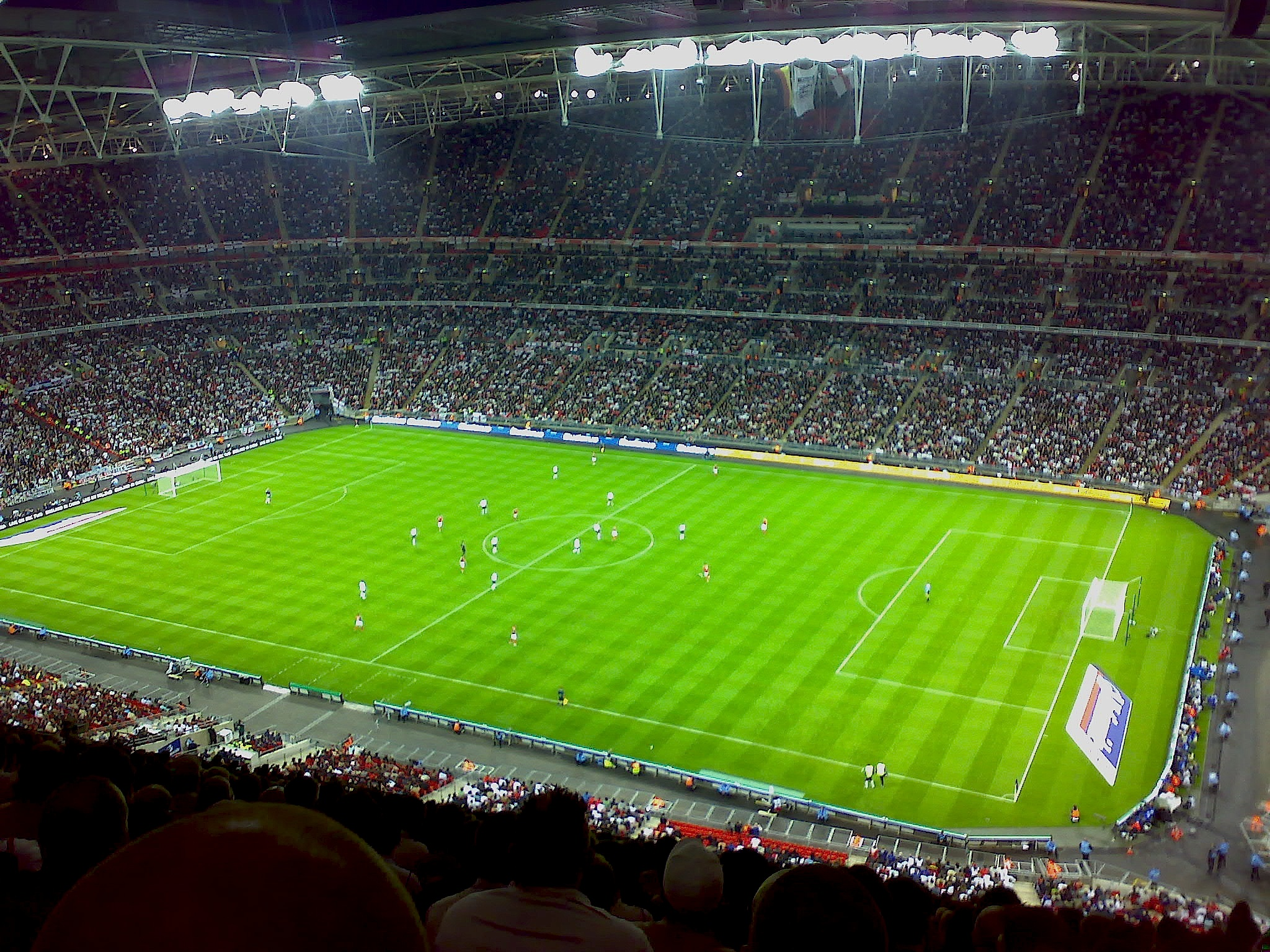
A Wembley Stadion pályája 2007 augusztusában a Németország-Anglia barátságos labdarúgó-mérkőzésen

A futball-szövetség számára kialakított pálya mérete 115 yard (105 méter) hosszú és 75 yard (69 méter) széles. Valamivel keskenyebb, mint a régebbi Wembley Stadioné, az Európai Labdarúgó-szövetség előírásai ugyanis ezt követelik meg egy legfelső kategóriás stadion esetében.
Az új Wembley pályája közvetlenül a megépülése után rossz hírnévre tett szert. Slaven Bilić, a horvát válogatott szövetségi kapitánya szerint – mielőtt csapata 2007 novemberében megmérkőzött az angol gárdával – nem volt jó, és nem volt olyan állapotban, mint korábban. A mérkőzésen feldarabolták a pályát a játékosok, sokan ennek a hibának tulajdonítják azt, hogy az angol válogatott nem jutott ki a 2008-as Európa-bajnokságra. Az Angol labdarúgó-szövetség 2009 áprilisában, az FA-kupa elődöntője után elismerte, hogy javításokra van szükség a pályát illetően, miután Alex Ferguson, Arsène Wenger és David Moyes vezetőedzők is bírálták a helyszínt.
2010 márciusában a stadion megnyitása óta a felületet már tizedszer használták fel. 2010 áprilisában ismét kritizálták a pályát az FA-kupa elődöntőit követően, melyek során a játékosok nehezen tudták megtartani a lábukat rajta és a száraz körülmények ellenére feldarabolták azt. A Tottenham Hotspur akkori menedzsere, Harry Redknapp gyalázatnak minősítette, miután csapata 2-1-es vereséget szenvedett a Portsmouth gárdája ellen. A 2010-es FA-kupa döntőt követően a Chelsea csapatkapitánya, John Terry így nyilatkozott: "Valószínűleg ez a legrosszabb pálya, amelyen egész évben játszottunk. Nem volt elég jó egy Wembley-pályához." A 2010-es Community Shield-re, mely során a Chelsea a Manchester Uniteddel mérkőzött meg, a pálya félig mesterséges felületet kapott. Michael Owen, aki korábban azért becsmérelte a pályát, mert sérülést szenvedett rajta, a mérkőzést követően azt mondta, hogy sokat javult.
A Wembleyt az amerikai futball National Football League (NFL) International Series sorozatában zajló meccsek megrendezésére is használják. 2018. október 29-én a Tottenham a Manchester City csapatát fogadta bajnoki mérkőzésen, egy nappal azután, hogy a Philadelphia Eagles a Jacksonville Jaguars együttesével mérkőzött meg. A rövid fordulat miatt a pályán a rögbipályára való átalakítás miatt a jelölések és az NFL logója jól látható volt a közepén elhelyezkedő érintővonalakkal és a kopott fűvel együtt. A Tottenham gárdája kénytelen volt a stadionban megtartani az összecsapást, mivel arénájuk, a Tottenham Hotspur Stadion építkezési munkálatai megcsúsztak. A pálya állapota ellenére az UEFA engedélyezte, hogy 2018. november 9-én az Bajnokok Ligája meccsüket lejátsszák  a PSV Eindhoven ellen.

### Lefedettsége

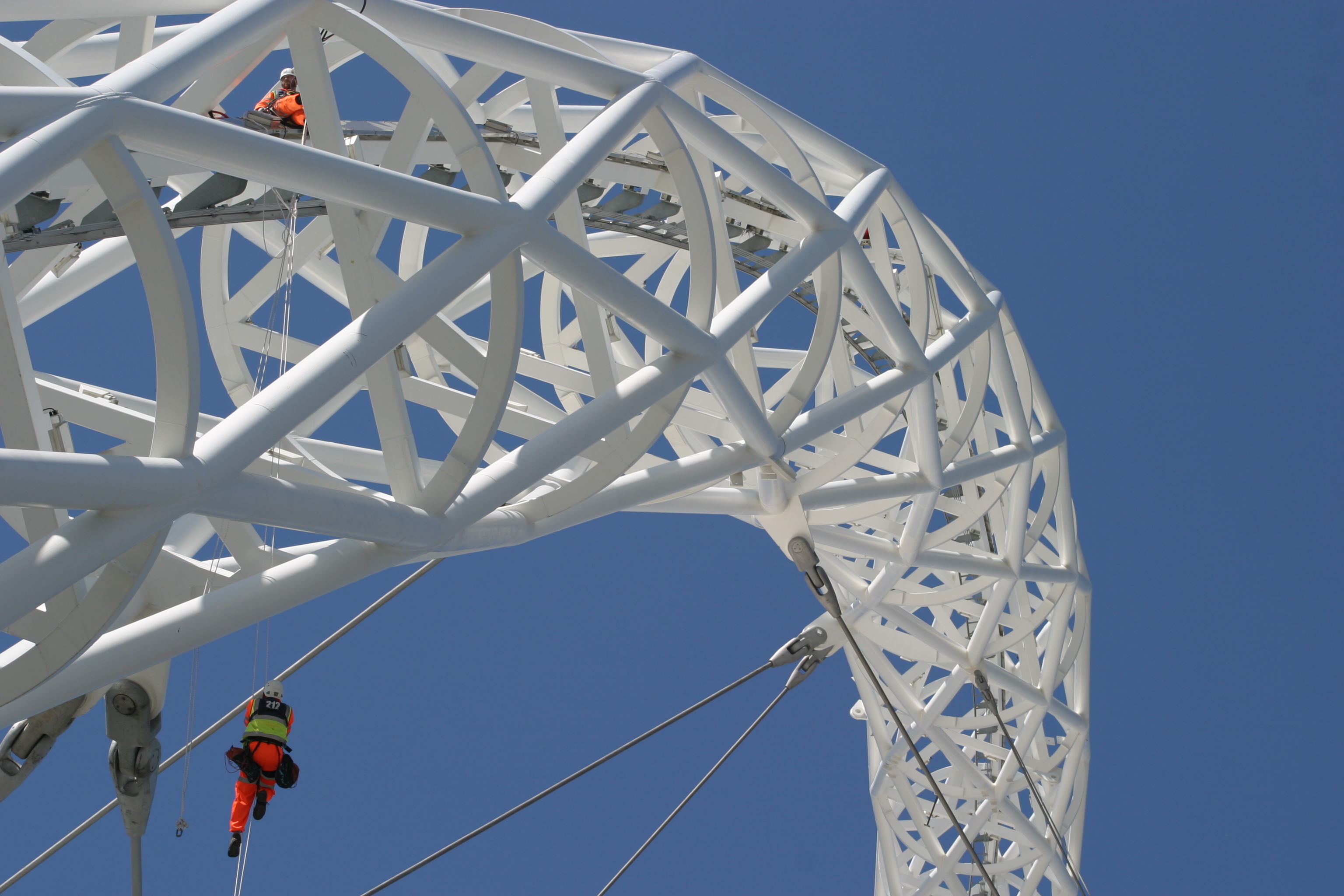
Az ív egyik része

A stadion teteje 40 000 négyzetméter, ebből 13 722 négyzetméter mozgatható. A csúsztatható tető elkészülésének elsődleges oka az volt, hogy általa elkerülhető legyen a beárnyékolás, mivel a fű közvetlen napfényt igényel ahhoz, hogy hatékonyan növekedni tudjon. A csúsztatható tető úgy lett kialakítva, hogy minimalizálja az árnyékolást, mivel visszahúzható a keleti, nyugati és a déli irányba is. A főépítész, Angus Campbell elmondta, hogy ezzel az volt a cél, hogy a pálya május elejétől június végéig napfényben legyen a 15:00 és 17:00 között lejátszott összecsapásokon, a kupameccseken és a világkupákon. A 2007-es FA-kupa döntő során a kommentátorok megemlítették, hogy a pálya félárnyékban volt a 15:00-i kezdéskor és a mérkőzés alatt is.
A létesítmény teteje 52 méterre (171 láb) emelkedik a pálya felett. Egy boltív támasztja meg, amely 133 méterre tornyosul a külső előcsarnoka felé. Az ív a leghosszabb, 315 méteres fesztávolságú tetőszerkezettel rendelkezik a világon.

### Pereskedés
Az ausztrál Multiplex cég, mint a stadion fő kivitelezője, jelentős veszteségeket szenvedett el a projekten. A veszteségek egy részének megtérítése érdekében a vállalat számos jogi pert indított alvállalkozóival és tanácsadóival szemben. Ezek közül a legjelentősebb az Egyesült Királyság történetében a legnagyobb pénzösszeggel járó, Mott MacDonald szerkezet-mérnöki tanácsadóival szembeni 253 000 000 font értékű kártérítés volt.
Az előzetes meghallgatásokon a projekten elrendeltek a Multiplex számára két építészeti gyakorlatot, hogy lehetővé tegyék számukra a nyilvántartásukhoz való hozzáférést, hogy így ügyet készíthessenek. A Foster and Partners és a Populous 5 000 000 fontra becsülték a hozzáférés biztosításának és a Multiplex kérdéseinek megválaszolásának költségeit. A Mott MacDonald ellenkérvényt nyújtott be 250 000 font értékű befizetetlen díjak ellen.
A Multiplex és a MottMacDonald közötti vitát peren kívül rendezték 2010 júniusában a 2011. évi januári tárgyalás előtt. Az elszámolás feltételeit nem hozták nyilvánosságra, de arról beszámoltak, hogy a Multiplex "ne legyen a zsebében."
A Multiplex az eredeti acélipari vállalkozót, a Cleveland Bridge-et is bíróság elé állította, és 38 000 000 font kártérítést követelt a szervezet munkatervből való kilépése miatt. A Cleveland Bridge viszont akár 15 000 000 fontot is igényelhet az ausztrál cégtől. Az ügyet 2008 szeptemberében úgy rendezték, hogy a bíróság megállapította a Cleveland Bridge részére, hogy 6 100 000 font kártérítést és a Multiplex költségeinek 20%-át köteles kfizetni. A bíró mindkét felet bírálta, amiért az ügyet a bírói testületre juttatták, majd rámutatott, hogy a teljes költség 22 000 000 font, beleértve a fénymásolásból eredő 1 000 000 fontot is. Becslések szerint a Multiplex számlája meghaladta a 10 000 000 fontot. A Multiplex vitatta konkrét vállalkozójának, a PC Harringtonnak azt az állítását is, miszerint 13 400 000 fonttal tartoznának nekik.

### Licit a megvásárlásához
2018 áprilisában Shahid Khan, a Fulham FC tulajdonosa, és a Jacksonville Jaguars ajánlatot tett a Wembley Stadion megvásárlására az Angol labdarúgó-szövetségnek. A szerződés nemcsak a stadion megvásárlását tartalmazta, hanem az FA teljes jogainak biztosítását is a Club Wembley üzlet irányításának megőrzéséhez. 2018. július 18-án parlamenti választmányi ülést tartottak a lehetséges eladás megvitatására, bizonyítekokkal a Labdarúgó-szurkolók Szövetsége által a korábbi labdarúgó, Gary Neville és Katrina Law jóvoltából. Az ajánlatot azonban 2018. október 17-én visszavonták.

## Sportok
Tekintettel arra, hogy az Angol labdarúgó-szövetség tulajdonában van a stadion, így az angol labdarúgó-válogatott használja főként a létesítményt. 2007-ben az Ligakupa döntője az FA-kupa fináléja és a Community Shield után visszatért az új helyszínre Cardiffból. A régi Wembley-ben korábban megrendezett labdarúgómérkőzések, például az English Football League promóciós rájátszásai és a Football League Trophy döntője is visszatért az új stadionba. Ezenkívül a Conference National (ma National League) rájátszásainak fináléját 2007 óta, míg az FA női kupát 2015 óta rendezik a létesítményben. 

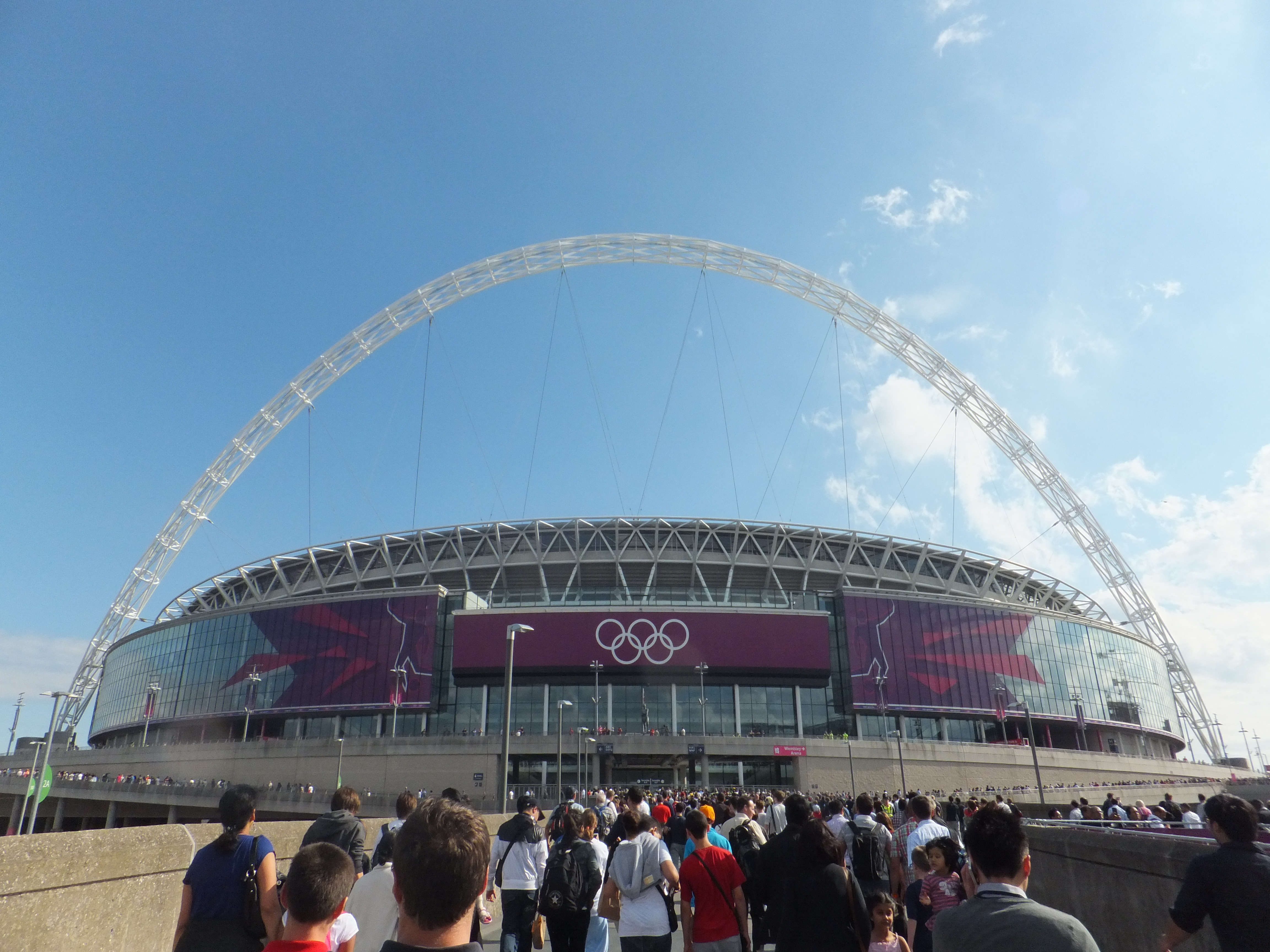
A Wembley a 2012. évi nyári olimpiai játékok során

A 2012. évi nyári olimpiai játékok során a Wembley több meccs helyszínéül szolgált mind a férfi, mind a női labdarúgótornán, a döntőket ezen a színtéren bonyolították le. A labdarúgó-szövetség irodáit ezen a színtéren a szociális területekkel és a tanácsteremmel együtt a Gebler Tooth építészei tervezték, akik az olimpián a nagy-britanniai csapat szállásáért is felelősek voltak.
2007-ben a ligarögbi Challenge Cup döntője is újra visszatért az építménybe, továbbá a 2013-as ligarögbi-világkupa elődöntőjének mindkét mérkőzését itt rendezték. A Wembley egyike volt a 2015-ös rögbi-világbajnokság 13 helyszínének.
A Wembley régóta kapcsolatban áll az amerikai futballal. 1984-ben itt rendeztek meg egy United States Football League mérkőzést, 1986 és 1993 között a régi Wembley adott otthont nyolc National Football League mérkőzésnek, amelyeken 13 csapat vett részt összesen. Az új stadion megnyitásával az NFL alapszakászanak helyszínéül szolgál. 2009 októberében az NFL biztosa, Roger Goodell kijelentette, "arra számít, hogy az NFL több alapszakaszbeli meccset is le tud bonyolítani Nagy-Britanniában, ez pedig olyan terjeszkedést eredményezhet, mely franchise-ként vezet Londonba.  2012. január 20-án a liga bejelentette, hogy a St. Louis Rams ideiglenesen a Wembley Stadion bérlőjévé válik, 2012 és 2014 között évente egyszer játszik a stadionban. Azért döntött a gárda a helyszín mellett, mert a csapat Stan Kroenke tulajdonában van, aki az egyik helyi angol első osztályú labdarúgócsapat, az Arsenal többségi részvényese is. A Rams azonban lemondta a 2013-as és a 2014-es évad mérkőzéseit, mely azt eredményezte, hogy a Jacksonville Jaguars ideiglenes otthonává vált London 2013-tól 2016-ig. A szerződést 2020-ig a későbbiekben meghosszabbították. A Jaguars mindkét Wembley-ben esedékes meccsét azonban visszahelyezték az Egyesült Államokba, így csupán 2019-ig játszott a gárda egymás utáni években mérkőzéseket a Wembley-ben.
A Race of Champions itt rendezte meg a versenyeit 2007-ben és 2008-ban.
A Tottenham Hotspur labdarúgó klubja megállapodott az üzemeltetőkkel, hogy a 2016–2017-es szezonban a stadionban játsszák az európai meccseiket, mielőtt a 2017–2018-as idényben bérelnék azt. A 2018–2019-es szezonban is a Wembley-ben játszották hazai bajnoki mérkőzéseiket, 2019 áprilisában pedig új stadionjukba költöztek.

### Labdarúgás

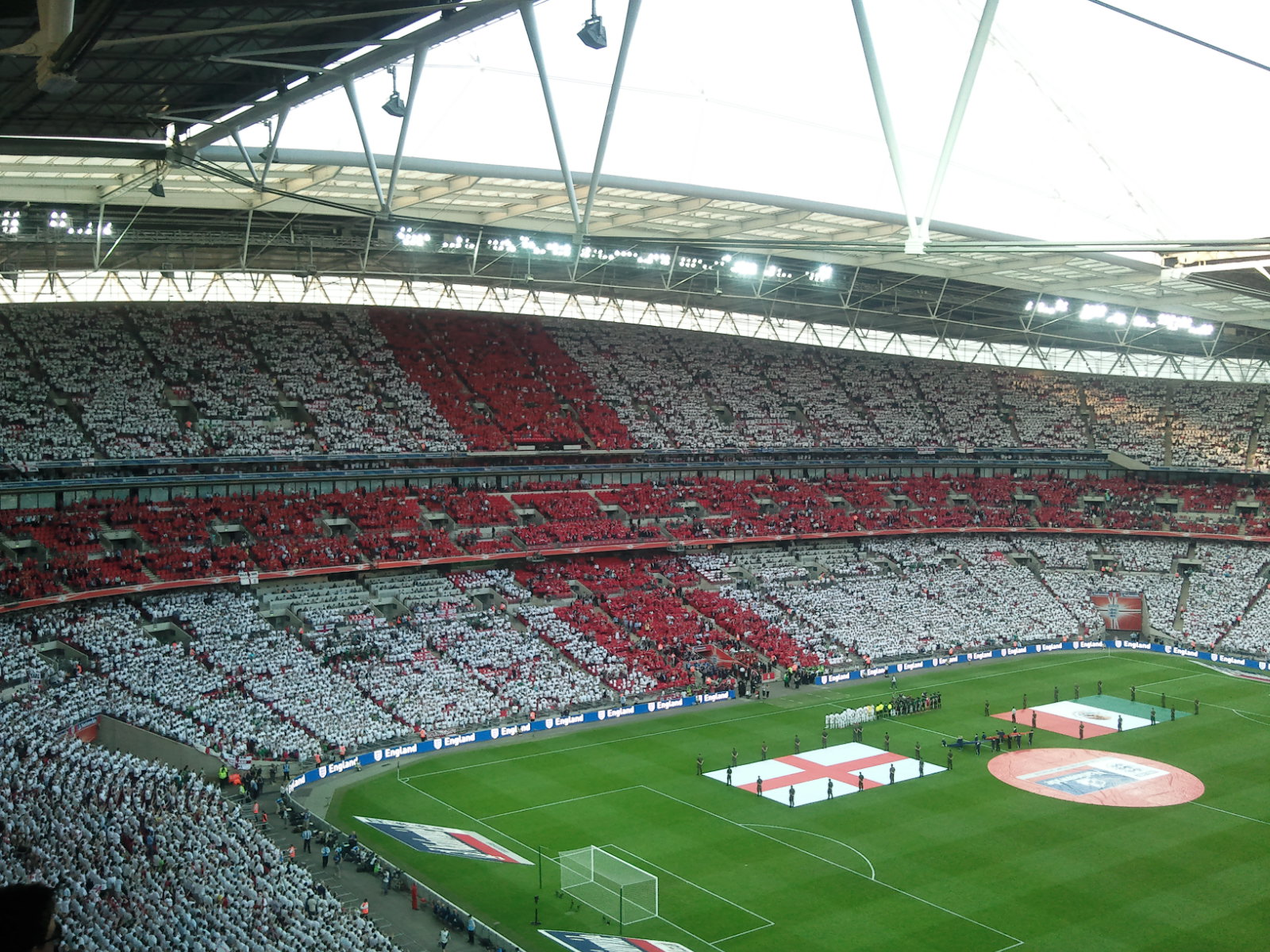
Az angol válogatott szurkolói az egyik mérkőzésen

Az első mérkőzés a stadionban zárt kapuk mögött zajlott a Multiplex és a Wembley Stadion munkatársai között. Nézők előtt az első meccs a Geoff Thomas Foundation Charity XI és a Wembley Sponspors All Stars csapata között volt 2007. március 17-én. Az összecsapást a Geoff Thomas Foundation Charity XI csapata nyerte 2–0-ra (a gólokat Mark Brighton és Simon Jordan szerezte). Az első hivatalos labdarúgó-mérkőzés, melyen profi csapatok vettek részt, az angol- és az olasz U21-es válogatott között történt 2007. március 24-én, mely 3–3-as döntetlennel zárult. A hivatalos nézőszám 55 000 fő volt, bár a találkozóra a rendelkezésre álló adatok szerint mind a 60 000 jegyet eladták. Az első játékos, aki gólt szerzett a létesítményben az első hivatalos mérkőzésen a FIFA adatai szerint, Giampaolo Pazzini, aki 28 másodpercet követően talált a kapuba, később mesterhármast ért el. Az első angol játékos, aki ott szerzett gólt, David Bentley, aki szintén ezen a meccsen volt eredményes szabadrúgásból.

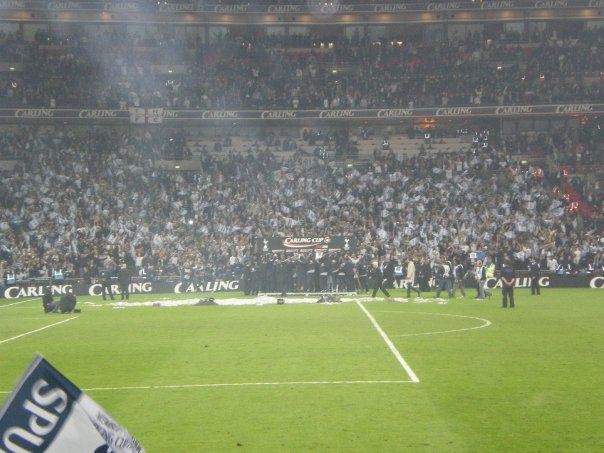
A Tottenham Hotspur csapata ünnepli Ligakupa győzelmét a Chelsea ellen 2008-ban

A legelső, egyben versenykiírásra és kupadöntőre az új Wembley-ben 2007. május 12-én került sor, mely során az FA Trophy fináléjában a Kidderminster Harriers gárdája mérkőzött meg a Stevenage Borough egyesületével. A Kidderminster támadója, James Constable volt az első játékos, aki döntő során szerzett gólt a stadionban. A Stevenage Borough lett az első klub, mely döntőt nyert a létesítményben, mivel a meccset 3–2-re nyerte meg úgy, hogy az első félidőben még 2–0-s hátrányban volt. A játékosok közül a régi Wembley-ben korábban már pályára lépett Steve Guppy (a Stevenage Borough csapatából), illetve Jeff Kenna (a Kidderminter Harriers klubjából). A korábbi angol válogatott Guppy lett a legelső játékos, aki mindkét stadionban döntőt nyert (a régi stadionban a Wycombe Wanderers-szel és a Leicester Cityvel, majd az újban a Stevenage Borough-val). Ronnie Henry a legelső játékos, aki az új Wembley-ben magasba emelhette csapatkapitányként a győztesnek járó trófeát.

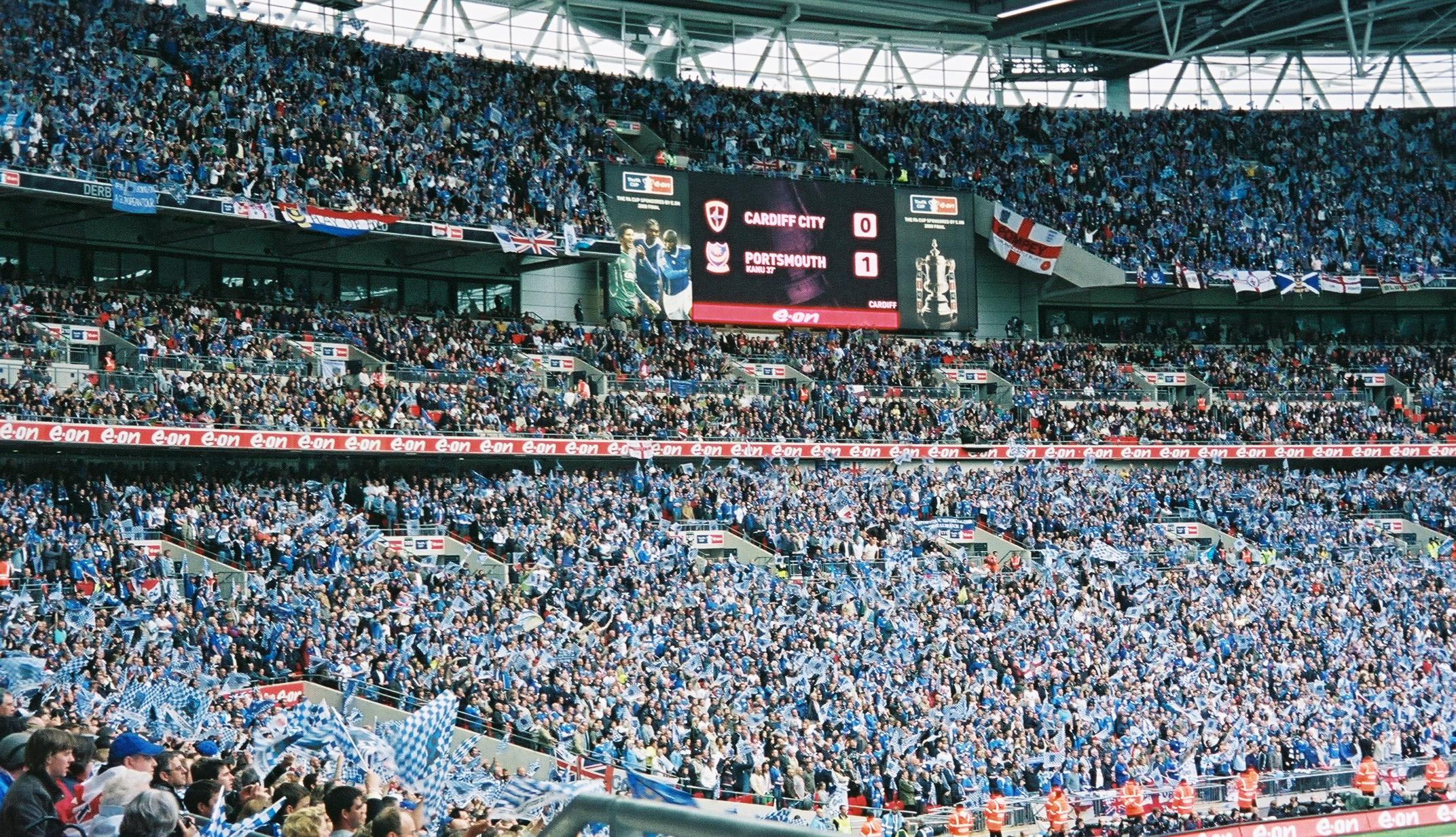
A Portsmouth szurkolói ünneplik csapatuk FA-kupa győzelmét a Cardiff City ellen 2008-ban. A 89 974 regisztrált néző a mai napig rekordnak számít a Wembley-ben

Az első piros lap és büntető védése a Conference National rájátszásának fináléjában született az Exeter City és a Morecambe közötti összecsapáson. A Morecambe támadójának, Wayne Curtisnek a tizenegyesét Paul Jones kapus hárította. A piroslapot Matthew Gill, az Exeter labdarúgója kapta Craig Stanley fejen ütéséért.
Az első English Football League csapatok, akik a Wembley-ben mérkőztek meg, a Bristol Rovers és a Shrewsbury Town voltak a 2007. május 26-án megrendezett Football League Two rájátszásának döntőjében. A Shrewsbury lett az első angol csapat, mely Stewart Drummond által gólt szerzett a Wembley-ben, továbbá ők az első angol ligacsapat, melynek játékosát, Marc Tierneyt kiállították ott. A Bristol Rovers 3–1-re nyerte a találkozót 61 589 néző jelenlétében, mely rekord volt a bajnokság rájátszásának következő két döntőjéig. Ezt követően a Derby County legyőzte 1–0-ra a West Bromwich Albion csapatát a stadionban, így feljutott az első osztály küzdelmeibe.
Az első FA-kupa döntő a Wembley-ben a Manchester United és Chelsea között zajlott 2007. május 29-én, 89 826 néző jelenlétében. A Chelsea Didier Drogba góljával 1–0-ra győzött, ezzel ő lett az első játékos az új létesítményben, aki gólt szerzett FA-kupa döntőben. 2018-tól ő az egyetlen játékos, aki a sorozat négy döntőjében is betalált, illetve a stadionban szerzett nyolc gólja a finálékban rekordnak számít. Petr Čech lett az első kapus, aki nem kapott gólt az új arénában zajló hivatalos megmérettetésen. A Chelsea csapata nyerte az utolsó kupafinálét a régi stadionban, majd az újban az elsőt is.

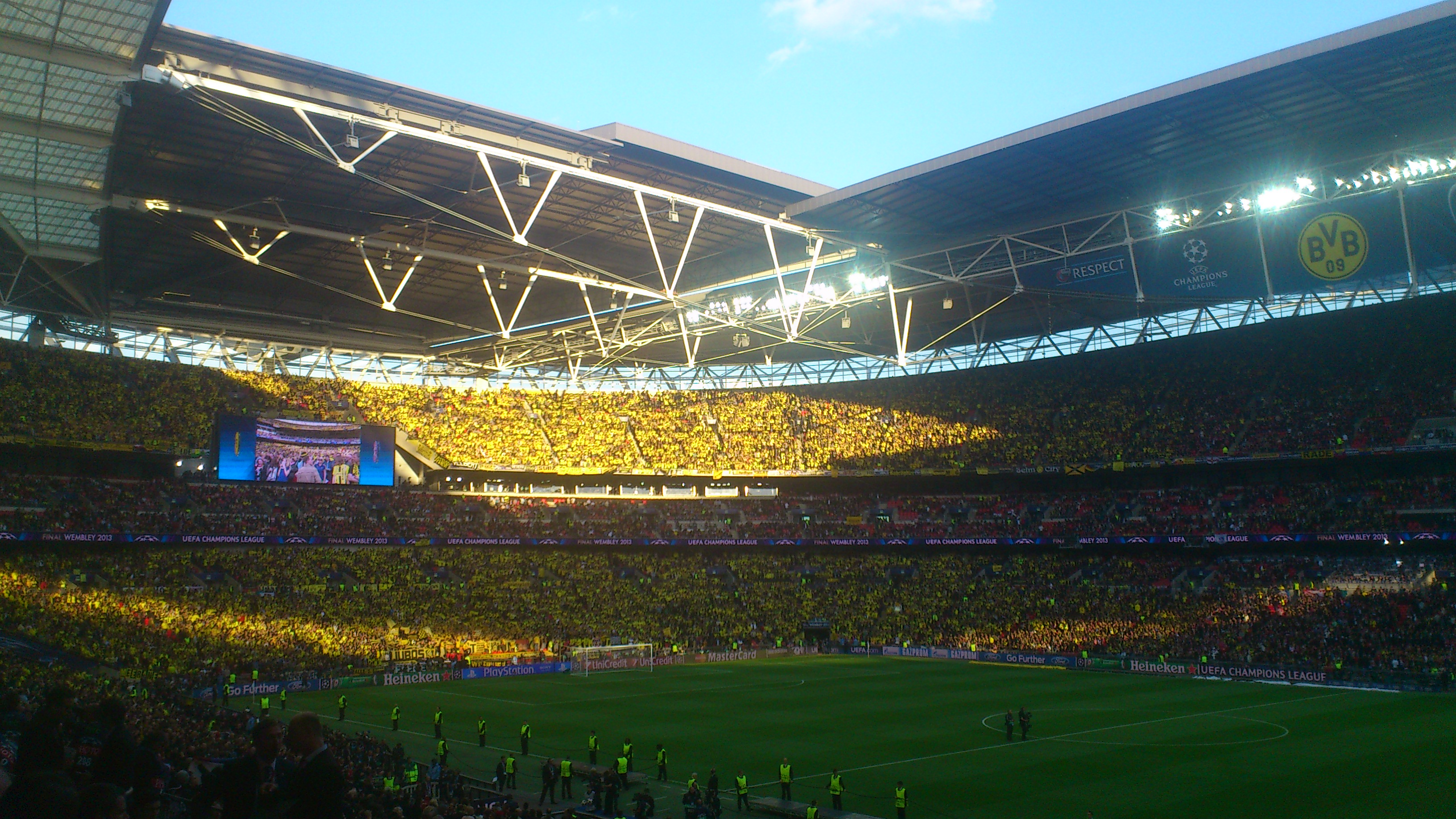
A Wembleyben rendezték meg a 2013-as Bajnokok Ligája döntőjét a Bayern München és a Borussia Dortmund között

Az angol válogatott első barátságos mérkőzését Brazília ellen játszotta az új sportpályán 2007. június 1-jén. A 68. percben a csapatkapitány, John Terry találata a válogatott első gólját jelentette az új stadionban. Diego lett az első olyan játékos, aki ellenfélként talált a kapuba nemzetközi találkozón, a mérkőzés 1–1-es döntetlennel zárult. Az első hivatalos meccsét Anglia Izrael ellen játszotta 2007. szeptember 8-án. A mérkőzésen 3–0-s győzelem született Anglia javára. Michael Owen találatával az első olyan labdarúgó lett, aki mind a régi, mind az új Wembley-ben betalált. Augusztus 22-én Németország 2–1-es győzelmet aratott az angol válogatott felett egy barátságos mérkőzés alkalmával, ezzel az első olyan csapattá vált, amely az új létesítményben legyőzte a gárdát. Hivatalos összecsapáson az angol válogatott először a horvátok ellen szenvedett vereséget 2007. november 21-én, ekkor 3–2-re kapott ki. A mérkőzést követően biztossá vált, hogy Anglia válogatottja nem kvalifikálja magát a 2008-as Európa-bajnokságra. Steve McClaren szövetségi kapitányt a meccs után menesztették.
A második FA-kupa döntőt a stadionban 2008. május 17-én rendezték meg, mely során a Portsmouth csapata 1–0-ra győzött a Cardiff City ellen. A mindent eldöntő találatot Nwankwo Kanu szerezte. A finálén regisztrált 89 974 nézőszám a mai napig az új Wembley történetében rekord.
2011. május 28-án rendeztek Bajnokok Ligája döntőt először a Wembley Stadionban, mely során a Barcelona a Manchester United gárdájával mérkőzött meg. Szintén a stadion adott otthont a 2013-as Bajnokok Ligája döntőjének is, ahol a Borussia Dortmund és a Bayern München csapott össze. 2019 szeptemberében hivatalossá vált, hogy a Wembley lesz a 2023-as Bajnokok Ligája döntő helyszíne. 2020-ban is itt rendezték volna meg a finálét, de a Covid19-pandémia miatt végül 2024-ben lesz újra a stadionban a mindent eldöntő ütközet.
A 2012. évi nyári olimpiai játékok során Nagy-Britannia női válogatottja első találkozóján vesztett Brazília ellen a stadionban. Anglia női válogatottja első mérkőzését 2014. november 23-án játszotta az új Wembley-ben, ahol felkészülési meccsen kapott ki Németország válogatottjától 3–0-ra.

### Ligarögbi

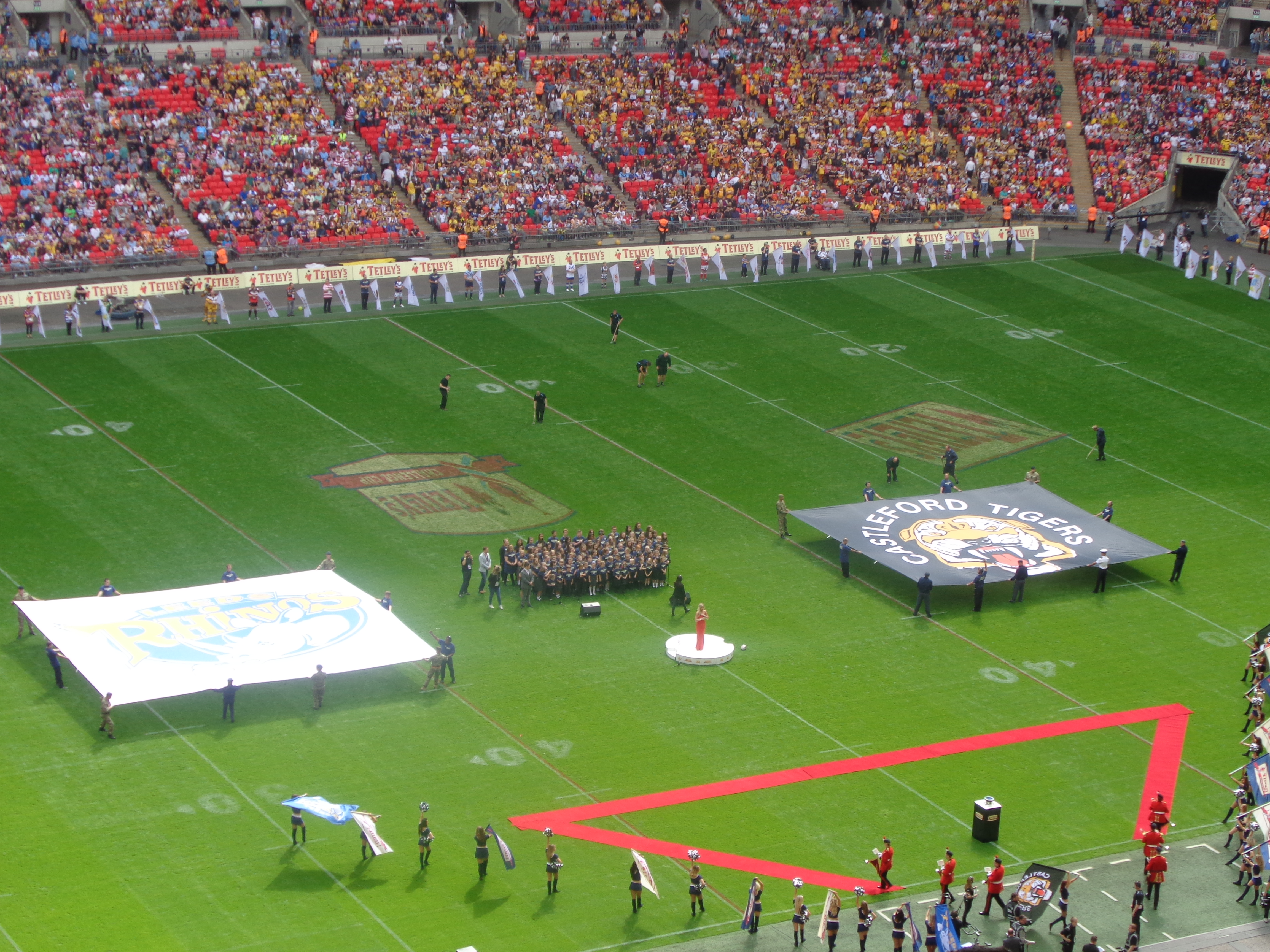
A Leeds és a Castleford mérkőzése a 2014-es Challenge Cup fináléjában

A régi Wembley-ben játszották minden évben 1929 óta a ligarögbi Challenge Cupfináléját. 2007-ben az új stadionba is visszatért a  sorozat döntője. A 2007-es Challenge Cup fináléja során a Catalans Dragons a St. Helens-szel játszott, így az első olyan ligarögbi csapattá avanzsáltak, mely nem angol klubként játszott döntőt. A St. Helens 30–8-s végeredménnyel megvédte címét 84 241 szurkoló előtt. Az első ligarögbi csapat, mely mérkőzést nyert az új arénában, a Normanton Freeston gárdája volt. A West Yorkshire-i középiskola csapata legyőzte a Castleford középiskola együttesét a 7. osztályos fiúk Carnegie iskolabajnokság döntőjében, melyet közvetlenül a 2007-es CHallenge Cup döntője előtt játszottak le. Az első hivatalos pontot James Roby (St. Helens) szerezte, a középiskolások körében az első pontszerzés Luke Metcalfe (Castleford) nevéhez köthető.
1997 után 2011-ben tért vissza újra a stadionba a Nemzetközi ligarögbi, mely során Wales nemzeti csapata 36–0-s vereséget szenvedett Új-Zéland egyesületétől, Ausztrália pedig a házigazda Anglia ellen 36–20-s győzelmet aratott a Négy Nemzet Bajnoksága során. A 2013-as ligarögbi-világkupájának elődöntőjét a Wembley Stadionban rendezték, ahol a címvédő Új-Zéland 20–18-ra győzött Anglia ellen, a sorozat későbbi bajnoka, Ausztrália pedig 64–0-ra győzte le a Fidzsi-szigeteket. A dupla mérkőzés 67 575 szurkolót vonzott a stadionba, amely az új, illetve a régi komplexumban megrendezett bajnoki mérkőzések tekintetében a második legnagyobb nézőszámot jelentette.
| Év   | Dátum        | Torna                  | Mérkőzés   | Ország     | Végeredmény | Ország          | Nézőszám |
| ---- | ------------ | ---------------------- | ---------- | ---------- | ----------- | --------------- | -------- |
| 2011 | November 23. | Négy Nemzet Bajnoksága | 2. forduló | Wales      | 0–36        | Új-Zéland       | 42 344   |
| 2011 | November 23. | Négy Nemzet Bajnoksága | 2. forduló | Anglia     | 20–36       | Ausztrália      | 42 344   |
| 2013 | November 5.  | Világbajnokság         | Elődöntő   | Új-Zéland  | 20–18       | Anglia          | 67 545   |
| 2013 | November 5.  | Világbajnokság         | Elődöntő   | Ausztrália | 64–0        | Fidzsi-szigetek | 67 545   |

A Castleford Akadémiához (korábban Castleford High School) köthető a legtöbb bajnoki mérkőzés a Wembley-t tekintve. 2013. augusztus 24-én a 7. osztályosok rögbi csapata, az RGS High Wycombe ellen itt játszotta a középiskolások kupadöntőjét. Ezzel a Castleford négyszer játszott mérkőzést a Wembley-ben 2007 óta, így eggyel előzik a Leeds és a Warrington gárdáját.

### Rögbi

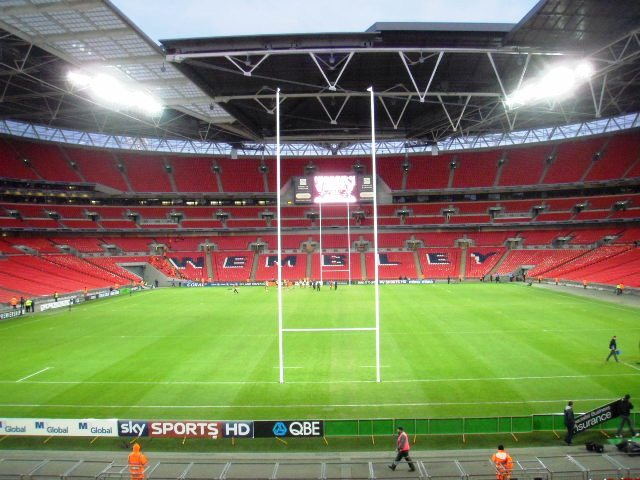
A Wembley a Saracens FC-Worcester Warriors mérkőzés előtt 2010-ben

Az első nem hivatalos, első osztályú rögbimérkőzés a Wembley-ben a Barbarians FC és az ausztrál válogatott között zajlott 2008. december 3-án.
2009 és 2017 között a Saracens klubja rendszeresen használta a létesítményt néhány fontosabb bajnoki és kupamérkőzésre. A bajnokságban a Harlequins elleni összecsapásukat 83 761-es nézői tömeg előtt játszották, ami a rögbi klubmérkőzések világrekordjának számít. A két csapat összecsapását 2014-ben 83 889-en, míg 2015-ben 84 068 néző tekintette meg.
A stadionban a 2015-ös világbajnokság során két mérkőzést játszottak.
| Év   | Dátum          | Mérkőzés           | Ország    | Végeredmény | Ország    | Nézőszám |
| ---- | -------------- | ------------------ | --------- | ----------- | --------- | -------- |
| 2015 | Szeptember 20. | C csoport mérkőzés | Új-Zéland | 26-16       | Argentína | 89 019   |
| 2015 | Szeptember 27. | D csoport mérkőzés | Írország  | 44–10       | Románia   | 89 267   |

Az Új-Zéland-Argentína mérkőzés a rögbi világbajnokságot tekintve nézőszámban új rekordot állított fel a 89 019 szurkoló jelenlétével. Ezt a rekordot az egy héttel későbbi Írország-Románia meccs megdöntötte 89 897 néző részvételével. Noha a Wembley Stadion a 90 000 férőhelyes kapacitásával a legnagyobb befogadóképességű volt a világbajnokságon 2015-ben, mégis a döntőt a 82 000 férőhelyes Twickenham Stadionban rendezték, amely a világbajnokság hazigazdájának, az Angol rögbiszövetségnek az otthona.

### Amerikai futball

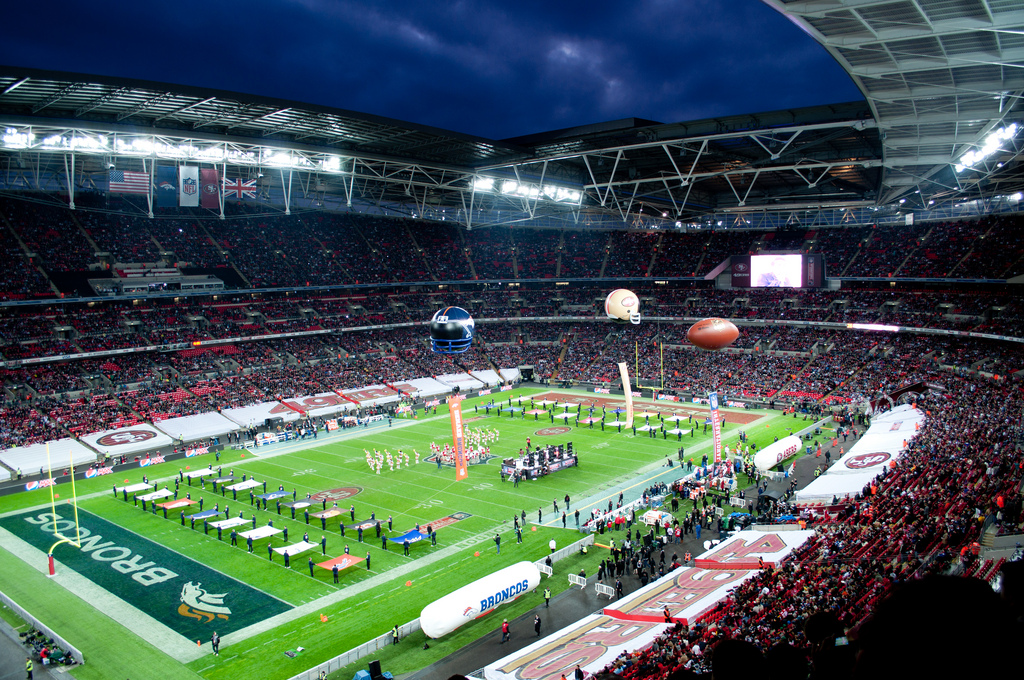
A 2010-es Denver Broncos-San Francisco 49ers mérkőzés megnyitója

2007. október 28-án 81 176 szurkoló előtt a New York Giants csapata 13–10-re legyőzte a Miami Dolphins csapatát a Wembley-ben a National Football League első idénybeli meccsén. Ez volt az első szezon, melyet Észak-Amerikán kívül játszottak és első alkalommal Európában. Az első touchdown-t a stadionban a Giants hátvédje, Eli Manning érte el. Az NFL a mérkőzés óta legalább egy alapszakaszbeli meccsnek ad otthont a létesítményben.
2012. augusztus 21-én a Jacksonville Jaguars gárdája négyéves szerződést írta alá azzal kapcsolatban, hogy a Wembley Stadion ideiglenes bérlőjévé válik. 2013 és 2016 között minden évben egy alapszakaszbeli mérkőzést játszanak a stadionban, és ők térnek vissza első csapatként a komplexumba.
2012. október 16-án az NFL bejelentette, hogy két alapszakaszbeli meccset fognak lejátszani a Wembley Stadionban a 2013-as szezonban. 2013. szeptember 29-én itt zajlott a Pittsburgh Steelers-Minnesota Vikings, míg 2013. október 27-én a San Francisco 49ers-Jacksonville Jaguars mérkőzés. Ez volt az NFL első próbálkozása, hogy Londonban is népszerűvé tegyék a rajongótábor részére a sportot. Javaslattal álltak elő, hogy legyen egy állandó klub London városában a jövőben.
A 2014-es szezonban három NFL-alspszakasz mérkőzést játszottak a Wembley-ben. Az Oakland Raiders csapata a Miami Dolphins gárdáját látta vendégül szeptember 28-án, brit nyári idő szerint 18:00-kor. Az Atlanta Falcons klubja pedig a Detroit Lions egyesületét fogadta október 26-án 13:30-kor greenwichi középidő szerint. Szintén GMT szerint a Jacksonville Jaguars vendége a Dallas Cowboys volt november 9-én 18:00-kor. A reggel 09:30-kor kezdődő Detroit-Atlanta mérkőzés volt az NFL történetének legkorábban kezdődő összecsapása, továbbá ekkor egyedülálló módon négy mérkőzés zajlott le. 2015-ben újabb fordulat következett be, amikor az AFC East csoportjában az első mérkőzés megrendezésre került a Wembley-ben a Miami Dolphins és a New York Jets között.
2016. október 30-án a Washington Redskins és a Cincinnati Bengals összecsapáson az Amerikai Egyesült Államokon kívül először került sor hosszabbításra NFL-mérkőzésen és döntetlenre is, a meccs 27–27-es végeredménnyel zárult.
A Jakcsonville Jaguars 2020 szeptemberi két mérkőzését májusban törölték.

### Ökölvívás
2014. május 31-én a Wembley adott otthont az év első ökölvívó eseménynek, mely során a Carl Froch és George Groves közötti visszavágót rendezték meg az IBF és a WBA nagyközépsúlyú bajnoki címéért. A meccset 80 000 néző jelenlétében bonyolították le, mely felülmúlta a 2008 májusi, Manchester City Stadionban produkált nézőszámot, ahol Ricky Hatton Juan Lazcanóval küzdött meg.
90 000-es nézőszámmal 2017. április 29-én a Nemzetközi Bokszszövetség és Bokszvilágszövetség nehézsúlyú bajnoki címéért az Anthony Joshua és Volodimir Klicsko közötti meccs rekordot döntött. Joshua a stadionban 2018-ban legyőzte Alekszandr Povetkint is.

## Zene

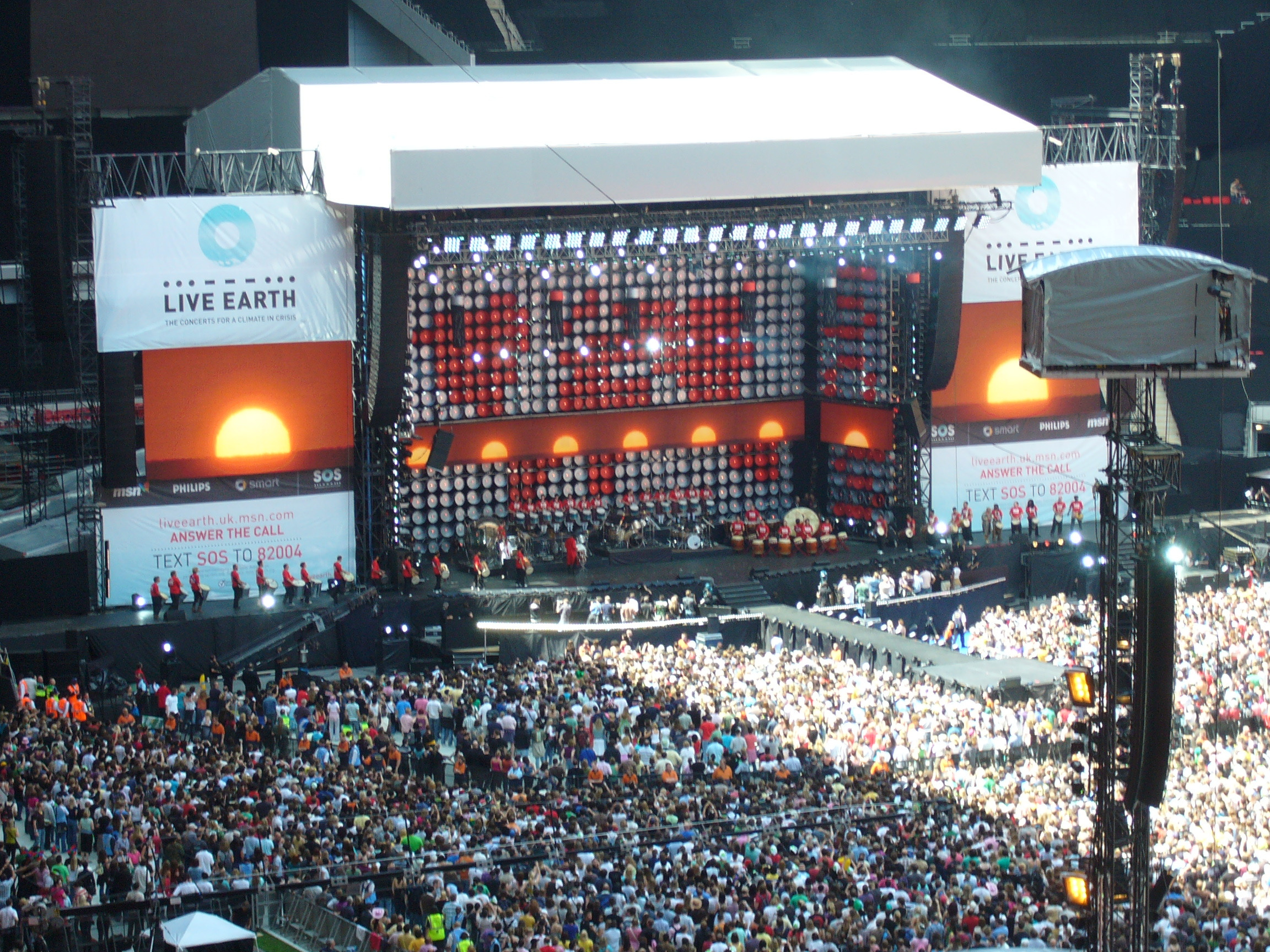
A színpad a Live Earth rendezvénysorozat folyamán a Wembleyben 2007. július 7-én

A labdarúgás mellett a Wembley úgy is konfigurálható, hogy más eseményeket, többek között nagyobb volumenű koncerteket rendezzenek meg benne. Már kezdetben az volt a terv, hogy mindez finanszírozza a stadion megépítését.
Az első koncertet a létesítményben George Michael adta 2007. június 9-én. A tervek szerint Bon Jovi lépett volna fel először, de  stadion kései megépítése után a koncerteket áthelyezték a National Bowlba és a KCOM stadionba.

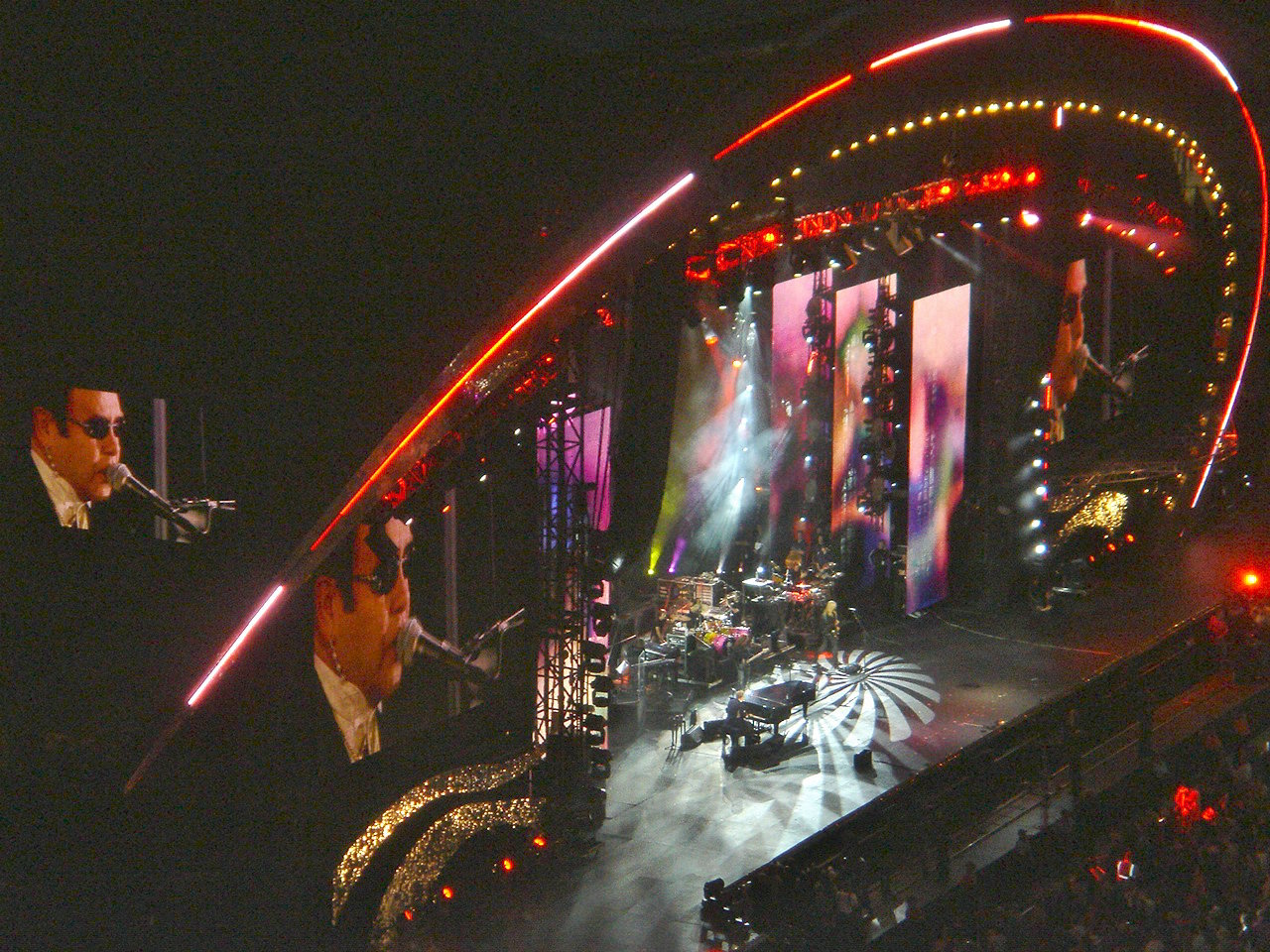
Elton John zongorázik a Concert for Diana jótékonysági koncerten, melyet 2007. július 1-jén rendeztek meg Diána walesi hercegné halalának emlékére

2007. június 16-17-én a Muse volt az első együttes, amely fellépett a Wembley-ben. Előadásukról DVD felvételt is készítettek. További előadók, akik itt léptek fel: Adele, Metallica, One Direction, U2, The Killers, Green Day, Foo Fighters, Eminem, Madonna, Taylor Swift, Beyoncé, Coldplay, Oasis, Take That, BTS és az AC/DC. A Wembley 2009 nyarán négy éjszakán át adott otthont a Take That Present: The Circus Live sorozatának. Az Egyesült Királyság történetében a jegyek a leggyorsabban keltek el a turnéra. Két évvel később megdöntötte a rekordot a Take That a Progressive Live körútjával.
2007 július első hetében kettő jótékonysági koncertet tartottak a stadionban. Az első a Concert for Diana volt, melyet Diána walesi hercegné halálának tíz éves évfordulójára és 46. születésnapjának tiszteletére rendeztek meg. A második a Live Earth Alapítvány által lebonyolított Live Earth koncert, melyet a globális felmelegedés elleni küzdelem elleni fellépés miatt szerveztek meg.

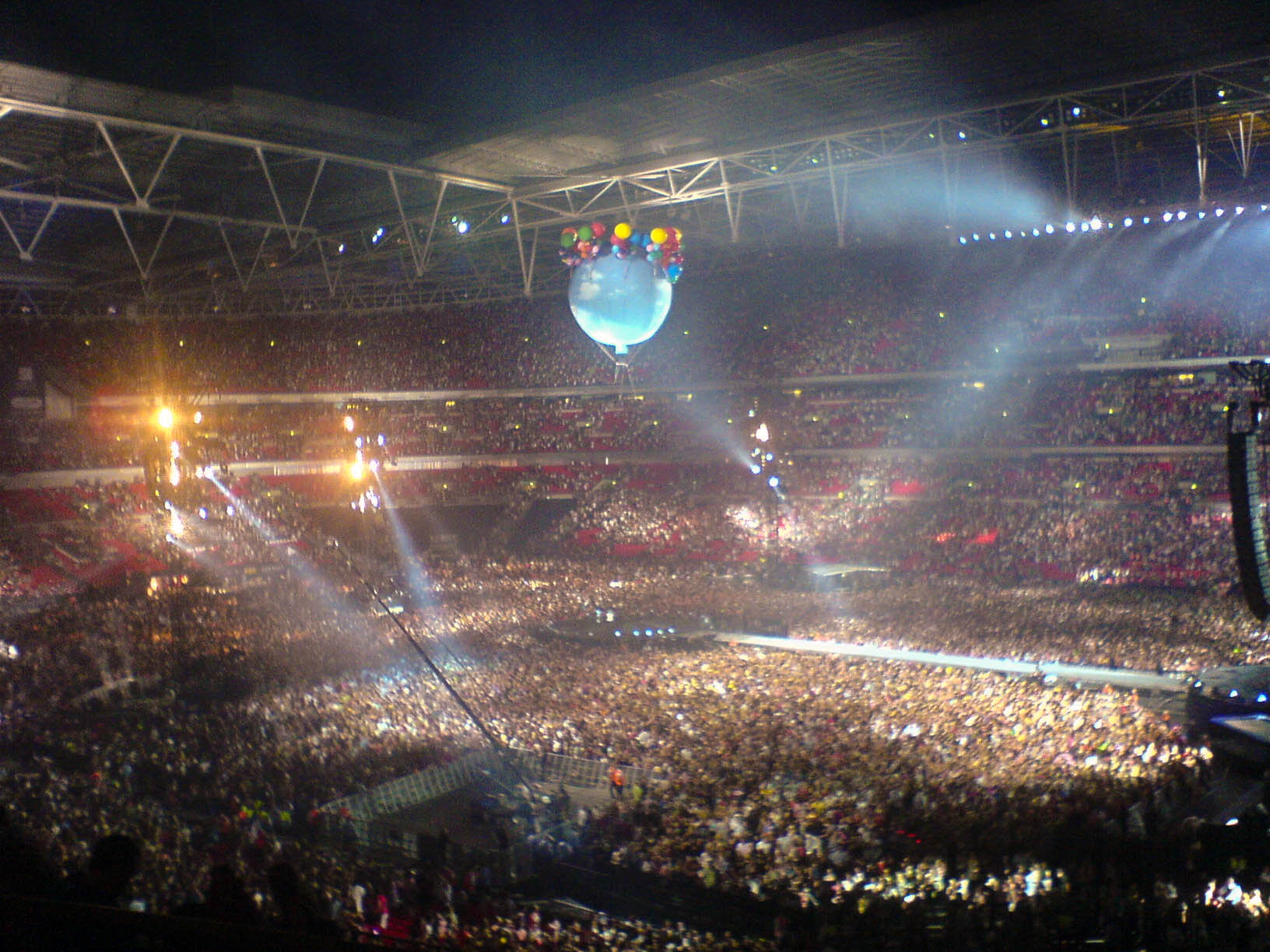
Take That koncert 2009-ben

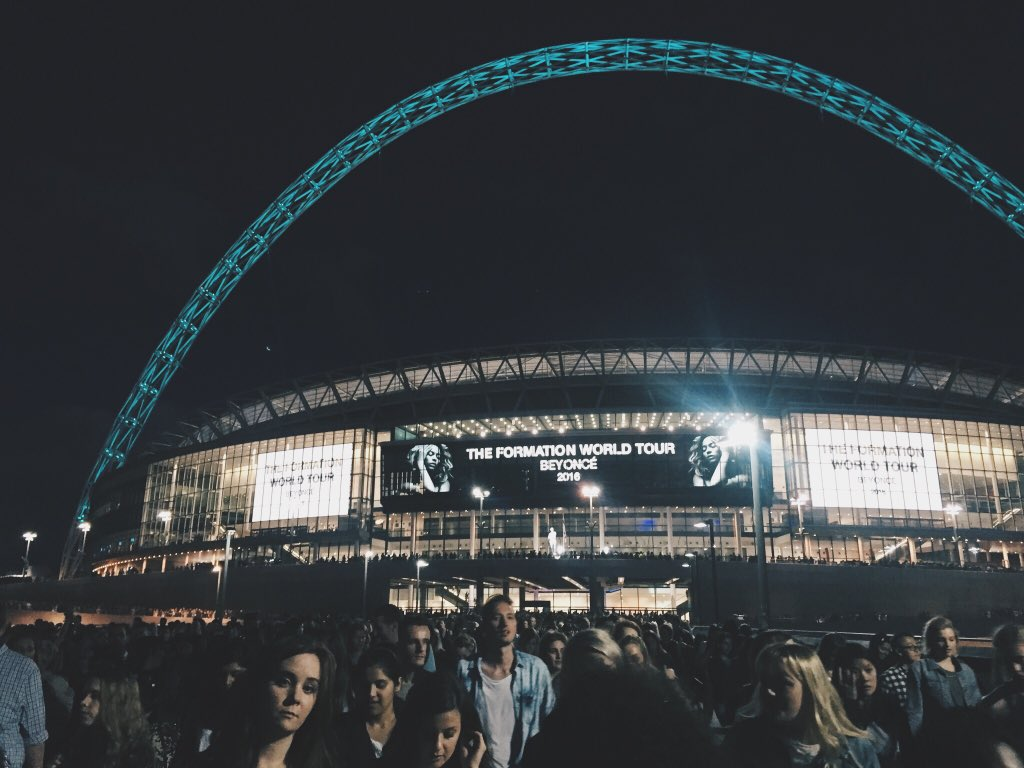
A Wembley kívülről Beyoncé koncertjét követően

A 95.8 Capital FM nyári bálját – melyet korábban 55 000 néző előtt szerveztek az Emirates Stadionban – 2010. június 6-án a Wembley-ben bonyolították le. A rendezvényen fellépett Rihanna és Usher is. A Wembley-be költözés számos rajongó számára tette lehetővé az éves zenei események megtekintését, mely 15 előadóval több, mint 5 orán át tartott. Azóta minden évben visszatér a stadionba, általában június elején. A Green Day rockzenekar világkörüli turnéja során 2010. június 19-én játszott a közönség előtt a stadionban. A koncert az együttes eddigi legnagyobb közönsége volt, több mint 90 000 fővel. A The Killers olyan dalt adott elő, melyet kifejezetten a Wembley Stadionról írt, a neve Wembley Song. Brandon Flowers, a formáció énekese elmondta: "Dalt írtunk erre az örömteli alkalomra." Majd énekelt a Wembley torténetének néhány jelentős mérföldkövéről, annak történetéről az ikertornyoktól kezdve a boltívig.
A Muse 2010. szeptember 10- és 11-én tért vissza a Wembley Stadionba a The Resistance Tour keretében, korában 2007 júniusában játszott ott. 2008-ban Madonna a Sticky & Sweet Tour során teltháznak, azaz 74 000-es tömegnek adott koncertet. Az esemény meghaladta a Wembley egyetlen koncertjén elért összes bruttó bevételt, és csaknem 12 000 000 dollár bevételt hozott. A Take That 2011 nyarán rekordszámú, nyolc éjszakát koncertezett a Wembley-ben a Progressive Live turnéján, mely az Egyesült Királyság történetének leggyorsabb és legnagyobb eladású körutazásává vált.

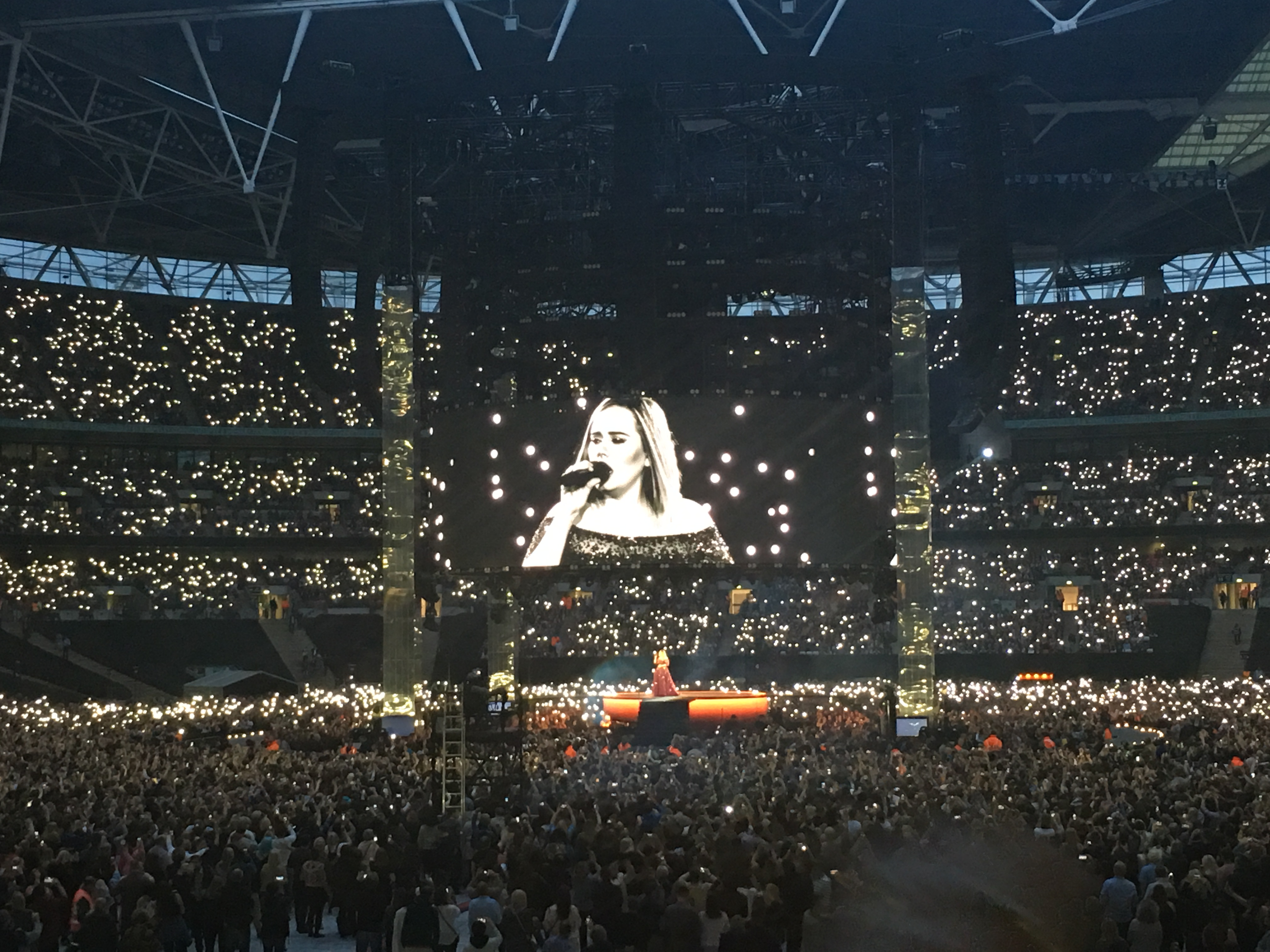
Adele a Wembley Stadionban 2017 júniusában. Június 28-i koncertjén 98 000 néző vett részt, amely egy brit zenei esemény stadionrekordjának számít.

A 2012. évi nyári olimpiai játékok megrendezésével elvált, hogy semmilyen fellépés nem lesz a nyár folyamán a stadionban, így a nagyobb rendezvényekre máshol kerül sor. 2013 nyarán hét nagy show is megrendezésre került. Az első fellépő Bruce Springsteen volt, aki június 15-én játszotta első bemutatóját a stadionban. Egy héttel később a The Killers rockegyüttes június 22-én adta elő legnagyobb hírértékű műsorát. Ezt követően Robbie Williams négy szólókoncertet adott június 19-én és 30-án, valamint július 2-án és 5-én, miután 2011-ben a Take That formációval lépett fel már korábban, 2011-ben. A nyári záró showban a Pink Floyd egykori basszusgitárosa, Roger Waters játszott a helyszínen szeptember 14-én a The Wall Live turné keretében. 2015. július 10-12-én Ed Sheeran három teltházas fellépést adott elő a Wembley-ben világkörüli turnéja részeként. A koncertet dokumentálták és 2015. augusztus 16-án sugározták az NBC Universal-on. Az egy órás tartalmú Ed Sheeran – Live at Wembley Stadium a kulisszák mögötti felvételeket is tartalmazta. Beyoncé kettő teltházas eseményt produkált a The Formation Tour eseményén.
Adele két koncertet adott "The Finale" néven 2017. június 28-án és 29-én, ezzel zárultak az évben a koncertsorozatok az arénában. A koncerten 98 000 rajongó vett részt, ami egy brit zenei esemény stadionrekordja. A szezon eredetileg 2017. július 2-án fejeződött volna be, de június 30-án Adele a közösségi médiában bejelentette, hogy hangszálai megsérültek, így orvosai tanácsára az utolsó két eseményt lemondta.
2019. június 1-jén és 2-án a BTS lett az első ázsiai formáció és K-pop műfajú csoport, mely a Wembley-ben koncertezett, majd címlapra került a Love Yourself: Speak Yourself turnéja során.
2019. júniusában a Spice Girls három alkalommal lépett fel a stadionban az évben utoljára a Spice World – 2019 turnéja során. Júniusban két teltházas show is lezajlott a Fleetwood Mac új felállásával. Később, 2019. július 6-án a The Who is fellépett a Moving On! Tour során 40 év útan újra a létesítményben.

## Közlekedése
A stadiont "tömegközlekedési célállomásként" írják le, amelyhez nagyon korlátozott számú parkolóhely áll rendelkezésre. A járműforgalom helyi lakosokra és vállalatokra gyakorolt hatásainak enyhítése érdekében a Brent Council számos intézkedést vezetett be az utcai parkolással és a stadiont körülvevő utak hozzáférési korlátozásaival kapcsolatban.
A Wembley Stadium Protective Parking Scheme meghatározza, hogy az utcán történő parkolás csak azokra vonatkozik, akik rendelkeznek rendezvénynapi parkolási engedéllyel. Az útlezárások egy adott rendezvény napján reggel 10:00-tól 0:00-ig érvényesek, és a Fulton Roadra, az Engineers Wayre, illetve a South Wayre vonatkoznak.

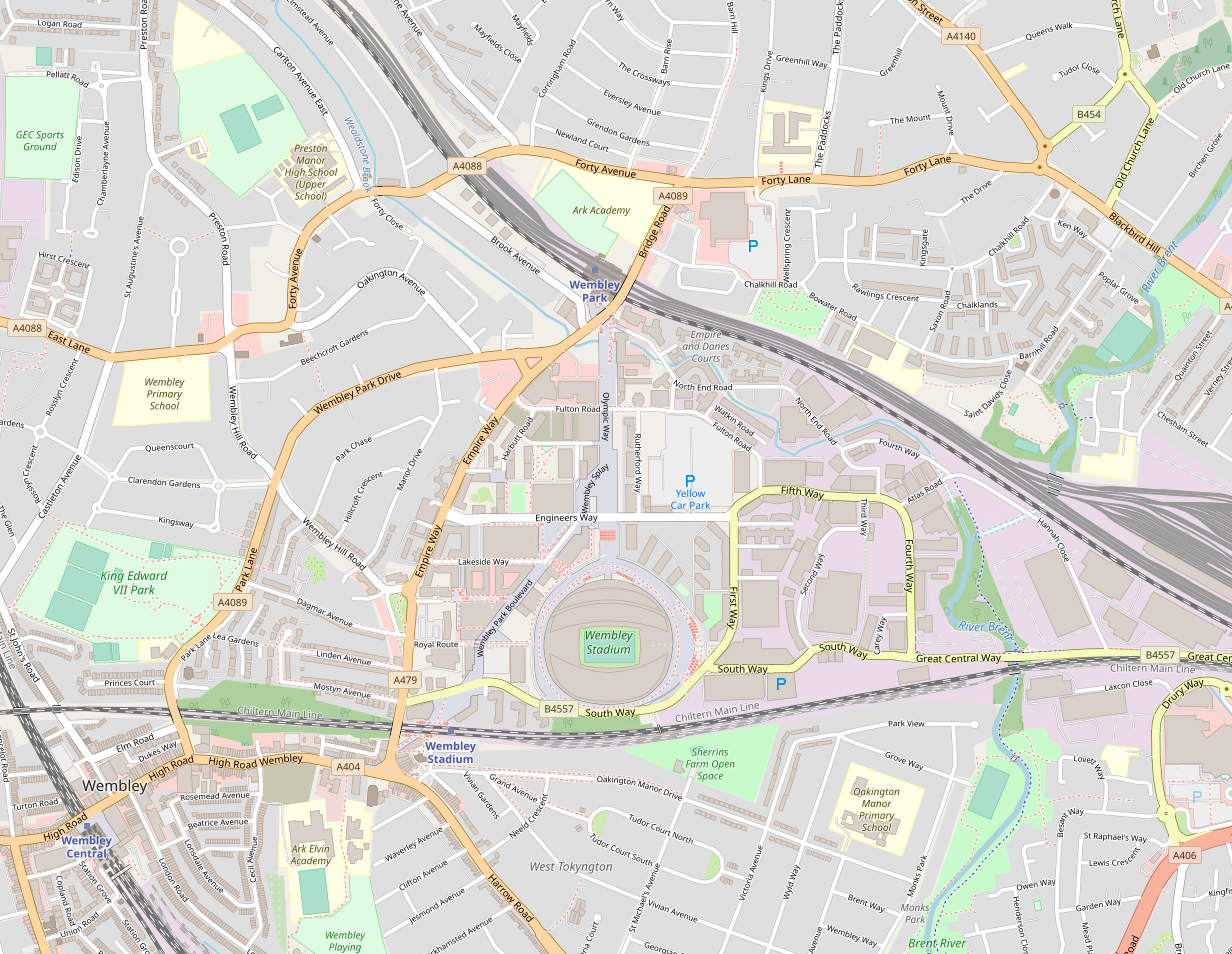
A Wembley Stadion térképe az Olympic Way-hez, Wembley Central állomáshoz, Wembley Stadion vasútállomáshoz, a Wembley Park-hoz, illetve az Északi körúthoz viszonyítva (jobbra alul)

### Vasút és metró
A stadion két londoni metróállomással van összekötve: a Wembley Park metróállomással (a Metropolitan- és a Jubilee line-on) az Olimpic Way-en keresztül, és a Wembley Central állomással (a Bakerloo line-on) a White Horse Bridge-n keresztül. Vasúti összeköttetéseket biztosítanak a Wembley Central (Overground, Southern és West Midland Train), és a Wembley Stadion vasútállomáson (Chiltern Railways).
A következő állomások találhatók a közelben:

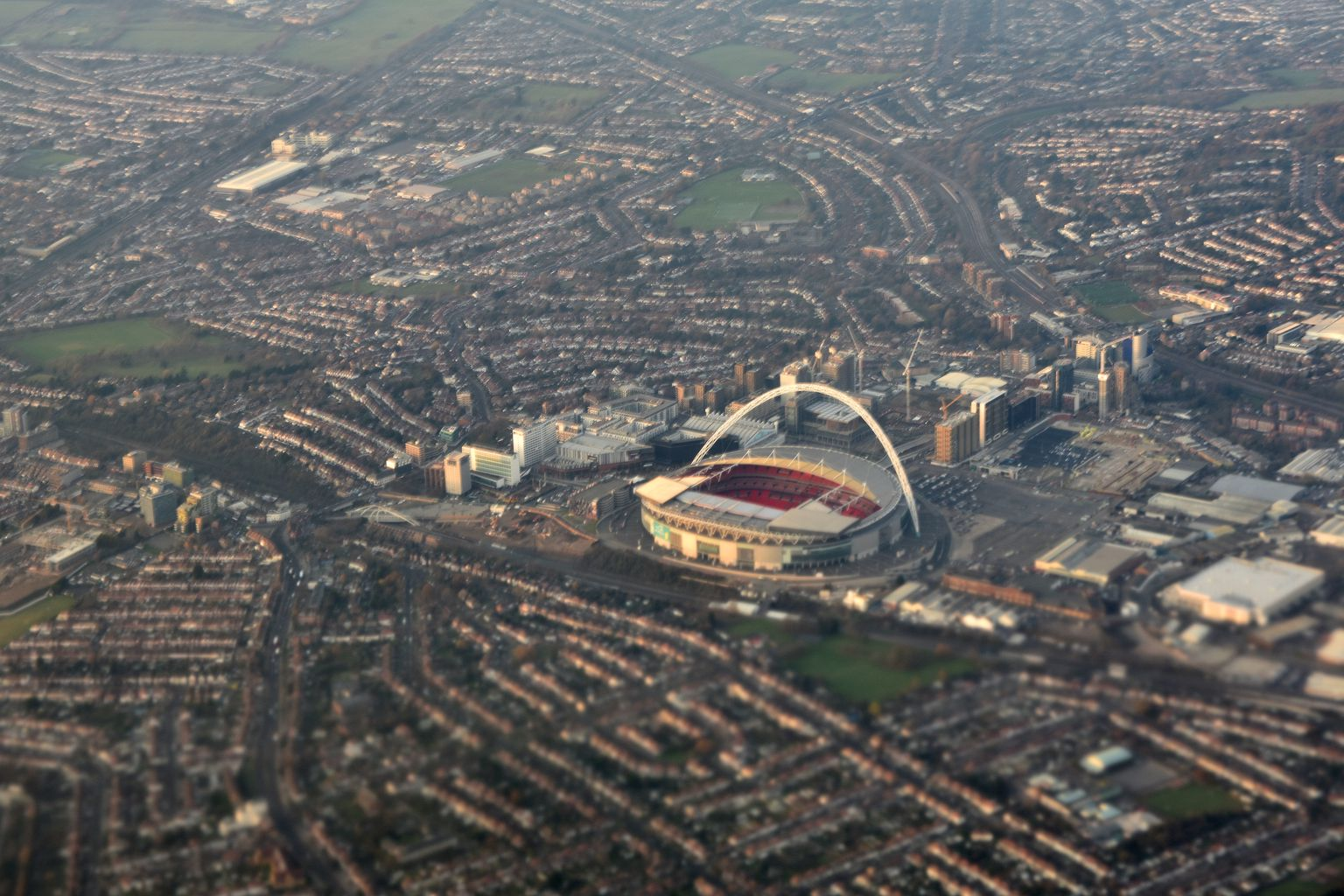
Légi felvétel a Wembley Stadionról és környékéről

| Szolgáltatás       | Állomás         | Vonal                                         |
| ------------------ | --------------- | --------------------------------------------- |
| London Underground | Wembley Park    | Jubilee line Metropolitan line                |
| London Underground | Wembley Central | Bakerloo line                                 |
| London Overground  | Wembley Central | Watford DC Line                               |
| National Rail      | Wembley Central | Southern Railways London Northwestern Railway |
| National Rail      | Wembley Stadion | Chiltern Railways                             |

### Parkolás a helyszínen
A helyszíni parkolási lehetőség közös a Wembley Arénával, lényegében a stadion keleti részét körülvevő szabadtéri parkoló és egy többszintes parkoló. Ezeknek a neve Green Car Park és Red Car Park. A Green Car Parkban mozgássérültek számára is biztosított a parkolás kedvezményes áron, ugyanakkor érkezési sorrendben. Néhány labdarúgó eseményen a két ellenfél szurkolóit két különböző parkolóba választották el.

### Buszok
A következő London Bus járatok indulnak a közelben:
| Járat | Indulás                      | Végállomás        | Üzemeltető    |
| 18    | Euston                       | Sudbury           | London United |
| 83    | Golders Green                | Alperton          | Metroline     |
| 92    | St Raphael's North           | Gyógykórház       |               |
| 182   | Brent Cross                  | Harrow Weald      |               |
| 206   | Kilburn Park                 | Wembley Park      |               |
| 223   | Wembley                      | Harrow            |               |
| 224   | Wembley Stadion vasútállomás | St Raphael birtok |               |
| 297   | Willesden                    | Ealing Broadway   |               |

## Lásd még
- Angol labdarúgó-stadionok listája
- Európai labdarúgó-stadionok listája befogadóképesség szerint